# Красноярск (аэропорт)
Междунаро́дный аэропо́рт Красноя́рск и́мени Д. А. Хворосто́вского (ИАТА: KJA, ИКАО: UNKL; до 2019 года — международный аэропорт Красноярск (Емелья́ново))  — международный аэропорт федерального значения, основная воздушная гавань города Красноярска. Узловой аэропорт региональных и международных авиаперевозок, крупнейший аэропорт Восточной и Центральной Сибири, один из крупнейших в России по объёму выполняемых международных грузовых рейсов. Помимо пассажирского, имеет деловой и грузовой терминалы. Аэродром совместного базирования с МЧС России.
Аэропорт Главного управления гражданского воздушного флота (ГВФ) в Красноярске создан в 1933 году на базе функционирующей с 1929 года аэростанции. В годы Великой Отечественной войны  стал конечной точкой воздушной трассы «Аляска — Сибирь». В 1954 году был построен типовой аэровокзал. Аэропорт находился в черте города (на месте нынешнего жилмассива «Аэропорт» (Взлётка)), что с появлением новых типов самолётов создавало серьёзные ограничения. Было принято решение перенести объект за пределы Красноярска. В 1980 году был открыт аэропорт Емельяново, а старая аэрогавань, получившая тогда название Красноярск-Северный, продолжала принимать гражданские суда до 1988 года, закрывшись окончательно в 1990-х годах. В 1993 году аэропорт Емельяново получил статус международного. В 2016 году вошёл в перечень аэропортов федерального значения. В 2017 году был открыт новый аэровокзал, строительство которого было приурочено к Зимней универсиаде 2019, проходящей в Красноярске. В 2019 году аэропорт сменил название с Емельяново на Красноярск, а также получил имя оперного певца Дмитрия Александровича Хворостовского, уроженца Красноярска.
Является базовым для авиакомпаний «Аэрофлот», «Nordstar», «Икар», «КрасАвиа» и «Azur Air». Также в аэропорту располагается Красноярский комплексный авиационно-спасательный центр МЧС России.
Имеет аэродром класса «А» и аэровокзальный комплекс площадью более 58 000 м2; общая площадь аэропорта составляет 572,7 гектаров. Способен принимать 24 рейса в час. Это шестой региональный аэропорт России, работа служб которого соответствует международным стандартам ISAGO. Является запасным аэродромом по стандартам ETOPS на трансконтинентальных маршрутах из Северной Америки и Европы в Азию. Расположен в 27 километрах от Красноярска и в трёх километрах от аэропорта Черемшанка.

## История

### Ранняя история

#### Аэростанция Красноярск

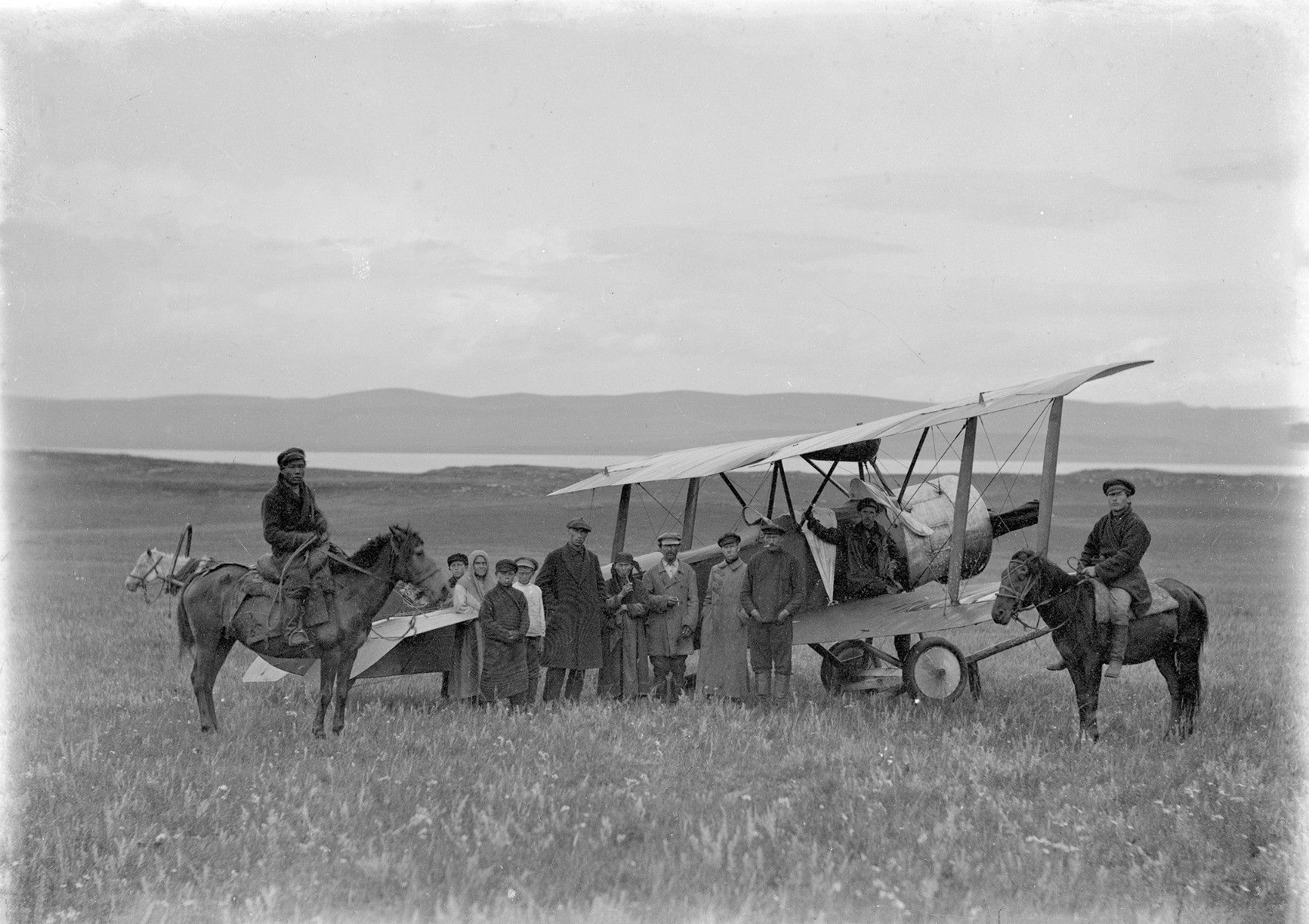
Sopwith 1½ Strutter, доставленный в Красноярск в 1925 году, получил имя «Красноярец» (фотография Людвига Юрьевича Вонаго, 1925 год, курорт «Озеро Шира»)

В 1923 — 1924 годы в Енисейской губернии стали создаваться отделения Общества друзей воздушного флота (ОДВФ), целью которого являлся сбор средств на нужды воздушных сил. Общество сыграло ключевую роль в развитии авиации Сибири. Собранные красноярской городской конференцией ОДВФ средства были отправлены на покупку учебного аэроплана Sopwith 1½ Strutter, предназначенного для агитационных полётов. Самолёт в разобранном виде прибыл в Красноярск в мае 1925 года по железной дороге. Его собрали и разместили возле посёлка Иннокентьевского. Для его хранения были установлены палатка и караульный пост; после найма лётного экипажа начались агитационные полёты. Так в Красноярске возник первый аэродром.
В 1925 году аэроплощадка приняла воздушную экспедицию Москва — Пекин — Токио. В 1928 году общество «Добролёт» по поручению советского правительства создало воздушно-почтовую линию Москва — Иркутск. Маршрут соединял с Москвой ряд административных центров, протянувшись на 4565 километров и пролегая через более чем сто промежуточных посадочных площадок и аэродромов. Было принято решение построить в Красноярске промежуточную аэростанцию. Краевой совет депутатов трудящихся отвёл «Добролёту» земельный участок около военного городка площадью в 1,5 км2 под её постройку. 8 мая 1929 года в Красноярск прилетел первый самолёт магистрали Москва — Иркутск, на котором прибыл начальник воздушной линии Иван Кириллович Кириллов для ознакомления с работами на аэростанции. Первый регулярный почтовый рейс совершён 15 мая 1929 года.
С 1933 года аэростанция Красноярск переименована в Красноярский аэропорт ГВФ второго класса. В 1934 году создан Енисейский объединённый авиаотряд.

#### Гидроавиабаза на острове Молокова (Телячьем)

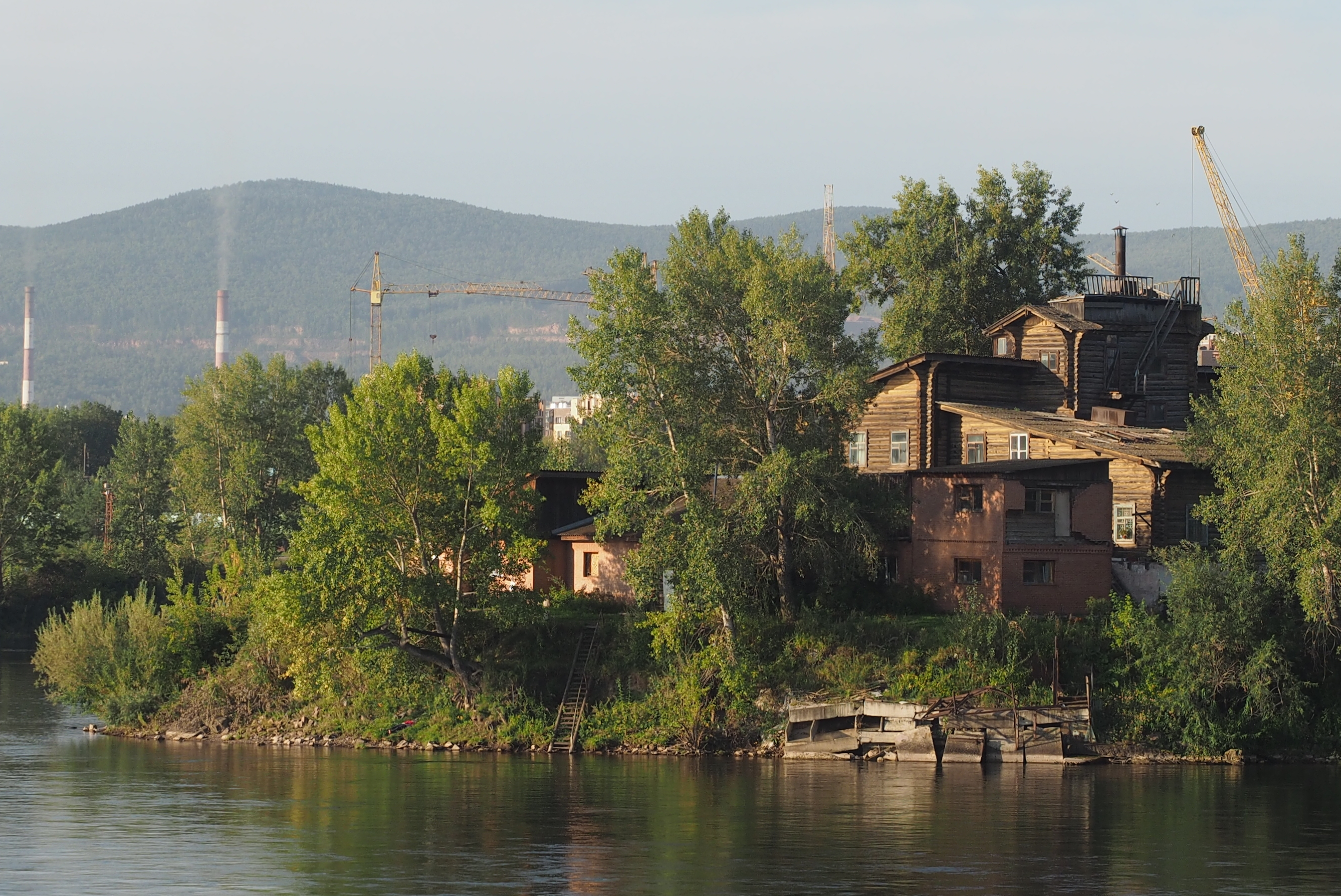
Здание гидропорта на острове Молокова 1931 года постройки

В мае 1929 года Северо-Сибирское государственное акционерное общество «Комсеверпуть», занимавшееся экспортом древесины с северной части Сибири, заинтересовалось возможностью использования самолётов в ледовой разведке, необходимой для поиска оптимальных путей движения караванов судов. Организация добилась получения одного самолёта Dornier Do 16, который из Севастополя доставили на Карское море. После успешной проводки 27 морских судов борт отправился в Игарку, а затем в Красноярск, где успешно приземлился на Абаканской протоке Енисея рядом с Телячьим островом. На острове был построен временный деревянный склад для его хранения. Абаканская протока оказалась исключительно удобной для взлётов и посадок гидросамолётов. В конечном счёте на Телячьем острове началось возведение гидроавиабазы для полярной авиации.
В 1930 году уже три самолёта обслуживали навигацию 46 судов. В составе «Комсеверпути» была создана Служба связи, позже переименованная в Авиаслужбу, самостоятельное структурное авиационное подразделение со своим командованием и самолётами. Авиаслужба располагала в основном поплавковыми гидросамолётами, которые были пригодны для эксплуатации только в летний сезон. Зимой они в разобранном виде хранились на  Телячьем острове. Выполнялись и заказные полёты по перевозке пассажиров и грузов. В 1934 году «Комсеверпуть» реорганизован в Главное управление Северного морского пути при СНК СССР (Главсевморпуть). Авиаслужба с 1936 года стала именоваться Управлением полярной авиации Главсевморпути, в составе данного Управления находились в том числе и Красноярский авиаремонтный завод и аэродром.
Изначально авиаремонтных мастерских для гидросамолётов в Красноярске не было, поэтому для ремонтных работ привлекались специалисты из Москвы и члены экипажа. Летом 1932 года на острове началось создание необходимого оснащения. В следующие годы он стал развиваться в двух направлениях — как гидроавиабаза и как авиаремонтные мастерские для гидросамолётов. В 1934 году Телячий переименовали в остров Молокова, в честь полярного лётчика и Героя Советского Союза Василия Сергеевича Молокова. В 1935 году мастерские получили название «Красноярский авиаремонтный завод». До 1940-х годов он оставался единственным заводом в СССР, где стандартные самолёты модифицировали для полётов в условиях Крайнего Севера: производилось утепление кабин, установка устройств для аэрофотосъёмки и ориентации над льдинами.
Вокруг завода постепенно образовался посёлок. С 1938 года часть ангаров переводили на правый берег Енисея, так как на острове места становилось всё меньше.

### Великая Отечественная война

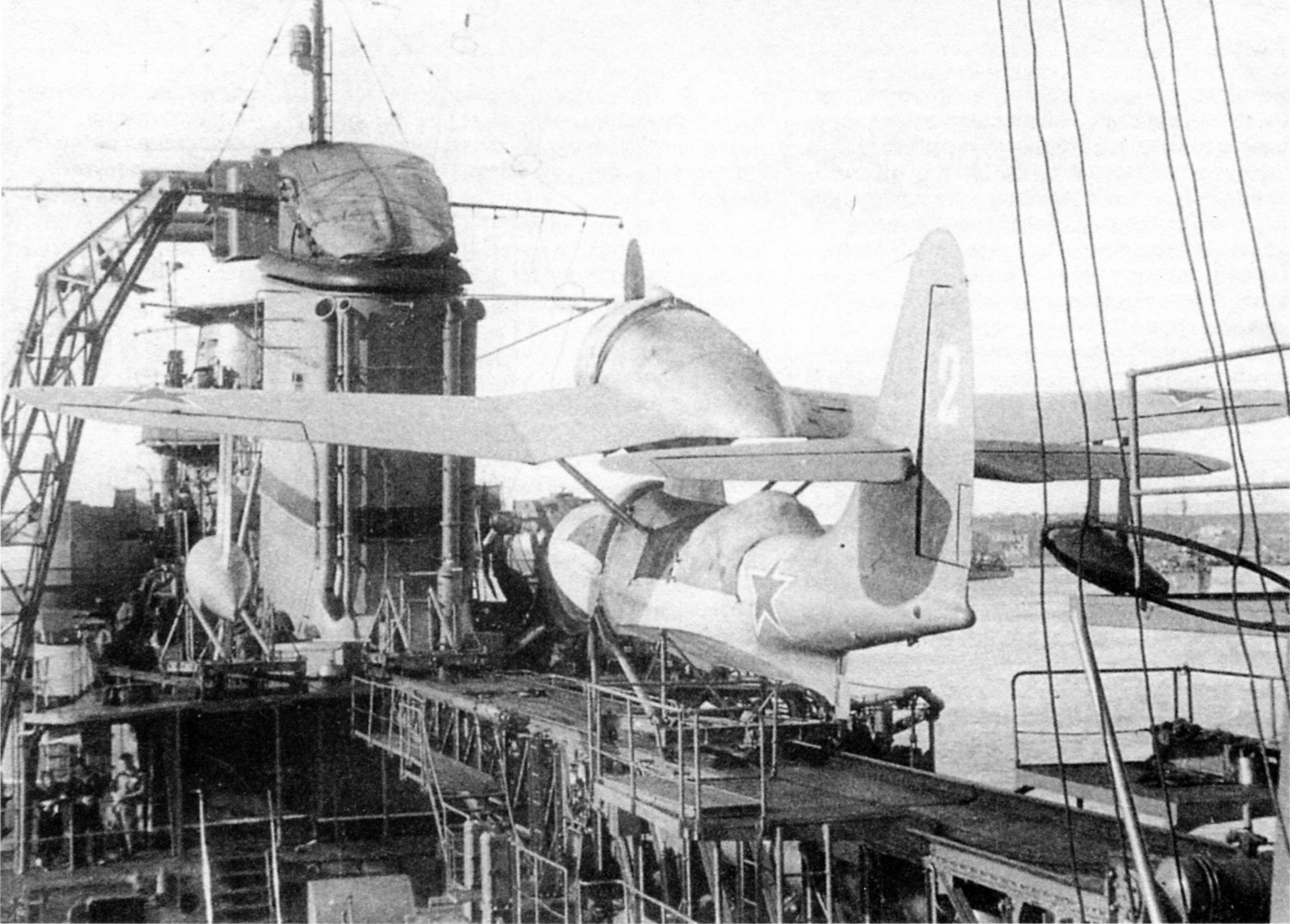
Самолет КОР-2 на катапульте крейсера «Молотов», 1941 год. В 1943—1945 годах самолёты этого типа строились в Красноярске

Авиаремонтный завод был переоборудован под военные нужды за два—три дня. Туда также переведено конструкторское бюро Г. М. Бериева. На заводе выпускался самолёт КОР-2. Бюро продолжало работу в Красноярске до 1945 года. К началу Великой Отечественной войны красноярский сухопутный аэропорт являлся одним из лучших за Уралом. С октября 1941 по декабрь 1944 года здесь базировалась эвакуированная после начала боевых действий Харьковская военная авиационная школа стрелков-бомбардиров.

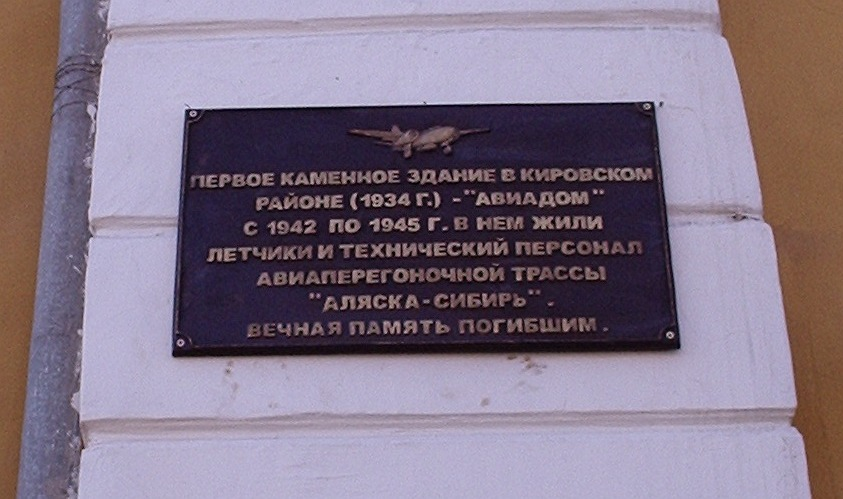
Мемориальная доска в Красноярске, посвящённая «Алсибу»

24 июня 1941 года президент США Франклин Рузвельт объявил о поддержке СССР в войне с Германией. Американские товары и военная техника начали поступать в СССР на условиях ленд-лиза. В 1941 году советские и американские руководители начинают переговоры о создании трассы для поставок военной техники «Аляска — Сибирь» («Алсиб»). Летом 1942 года был одобрен маршрут для поставки военных самолётов, следующий через Чукотку, Колыму и Якутию до Красноярска. Красноярск стал конечным пунктом трассы, здесь завершался перегон машин из США и начиналась их доставка в боевые части. 16 ноября 1942 года в Красноярск прибыли первые американские истребители. В августе—сентябре 1943 года на базе действующего аэропорта сформирован Красноярский аэропорт первого класса. Он имел две бетонные ВПП 1000 на 80 метров, четыре ангара, служебные помещения, склад, гараж, водомаслогрейку. Кроме военной техники аэропорт принимал и отправлял пассажиров и импортные грузы для фронта. Всего по трассе было доставлено 7906 самолётов. После капитуляции Германии в мае 1945 года трасса продолжала работу ещё четыре месяца в преддверии войны с Японией. В конце августа США прекратили поставки самолётов СССР, началось поэтапное расформирование структур трассы. В начале 1946 года «Алсиб» прекратил своё существование.

### Послевоенное время
После окончания войны авиаремонтный завод столкнулся с трудностями восстановления разрушенного хозяйства страны. Кроме того, с последующим началом строительства Коммунального моста взлёты гидросамолётов с Абаканской протоки стали бы невозможны. В конце 1949 года правительство приняло решение о переводе завода на крупное судостроение. В январе 1950 года принято решение о перенесении авиаремонтной базы Главсевморпути в район Игарки. В том же году предприятие передано в распоряжение Министерства речного флота СССР. Весной 1966 года в результате наводнения произошло полное затопление производственных площадей завода и жилых строений на острове Молокова. Это заставило городские власти расселить посёлок. В 1974 года авиаремонтные мастерские были перенесены в сухопутный аэропорт. К 2022 году сохранилось только бревенчатое здание гидропорта 1931 года постройки и развалины завода. 

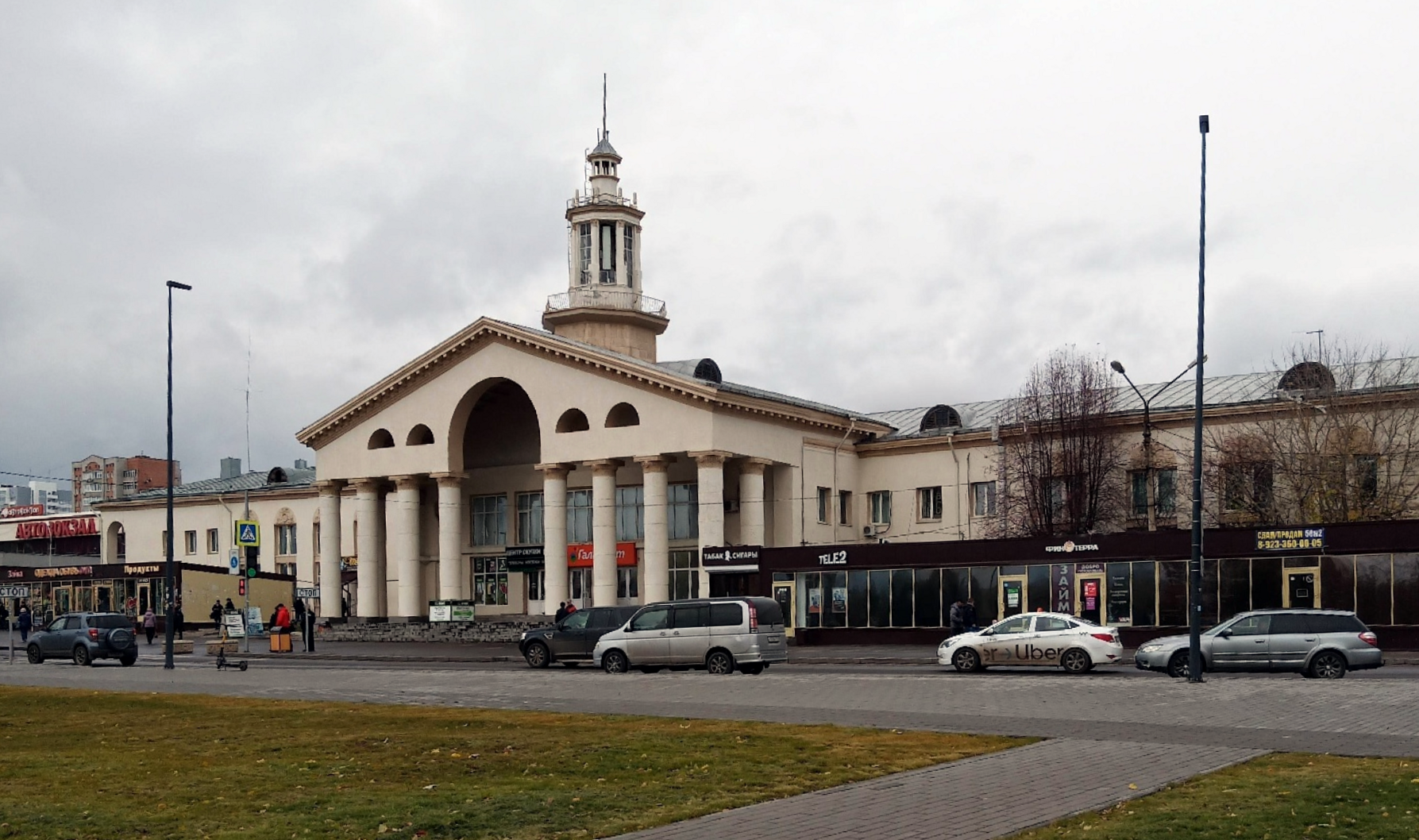
Здание аэровокзала Красноярск-Северный, ныне автовокзала

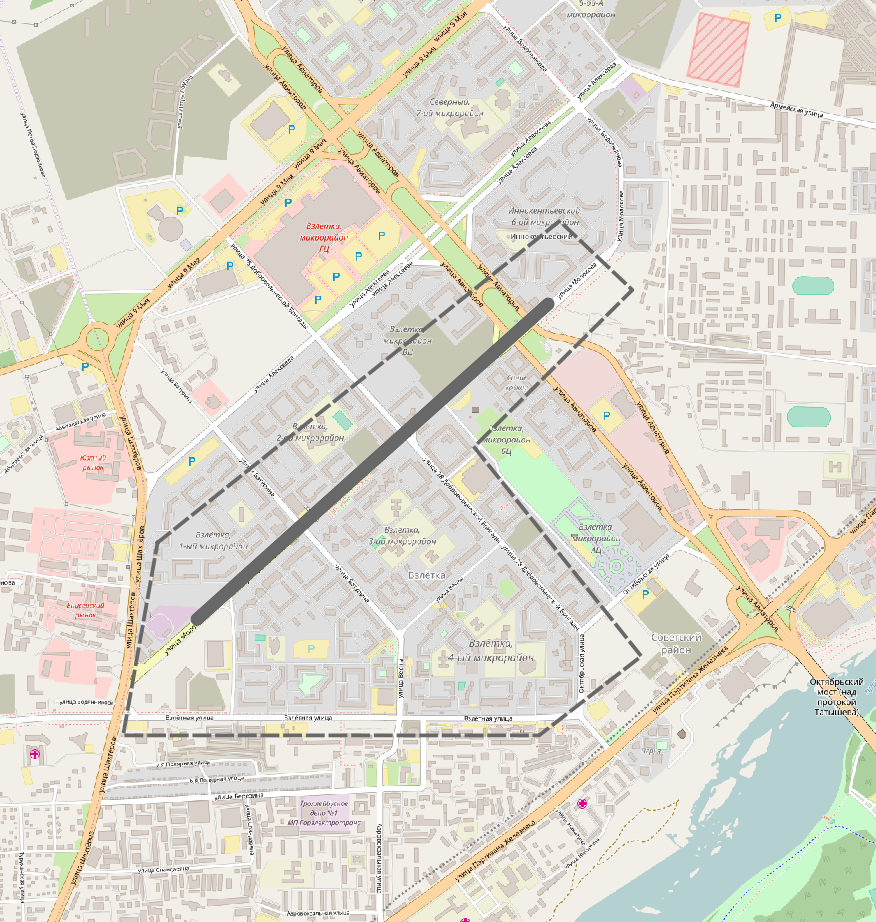
Территория аэропорта Красноярск-Северный на современной карте Красноярска

В 1954 году в аэропорту начал действовать типовой двухэтажный кирпичный аэровокзал с пропускной способностью 150 человек в час. Тогда же прошла реконструкция ВПП, построены рулёжные дорожки. В 1956 году организована служба бортпроводников для пассажирских рейсов, выполнявшихся на самолётах Ли-2. В 1957 году начали поступать самолёты Ил-14, а на смену По-2 в 1958 году пришли Ан-2 и Як-12. В 1959 году до аэропорта пущен троллейбус, появилась Аэровокзальная площадь. В 1961 году в Красноярское управление ГВФ стали поступать более современные самолёты, в частности Ил-18, которые ещё несколько десятилетий обслуживали пассажирские перевозки. Использование современных машин позволило намного увеличить протяжённость авиалиний, Ил-18 выполняли рейсы в Москву, Владивосток, Норильск, Сочи, Ленинград и другие пункты назначений. На смену Ли-2 и Ил-14 начали поступать Ан-24, Як-40. Первый реактивный самолёт, Ту-123, прибыл в декабре 1961 года. Рос пассажиропоток: если в 1968 году аэропорт обслужил 820 тысяч пассажиров, то в 1971 году — около трёх миллионов. В 1960—1970 годах стал основным транзитным пунктом для рейсов из европейской части СССР в восточную.
В конце октября 1976 года аэропорт впервые принял Ту-154. К тому моменту длина ВПП составляла 2350 метров, но для принятия этого самолёта всё ещё не хватало 150 метров. Даже недогруженный Ту-154 отрывался от полосы буквально в нескольких десятках метров от нынешней улицы Шахтёров. В конце 1970-х такая практика привела к происшествию: в условиях жары двигатели «Ту» не успели набрать необходимую для взлёта мощность, и самолёт пронёсся на небольшой высоте над крышей проезжавшего автобуса, потоком воздуха опрокинув его. Пострадал водитель, и после этого на улице Шахтёров появился светофор, регулирующий движение самолётов и автомобилей. Включать и выключать светофор мог только диспетчер, руководивший полётами.
К 1970-м годам стало очевидно — аэропорт исчерпал свои возможности. Он располагался в черте города, создавая неудобства местным жителям. Места для удлинения ВПП уже не оставалось, принимать новые типы самолётов стало практически невозможно. Власти приняли решение перенести аэропорт в окрестности Красноярска, за городские границы. Начались поиски подходящей площадки. Они затруднялись то неподходящим рельефом, то возражениями со стороны военных. В результате к действию был принят только тринадцатый по счёту вариант — площадка возле посёлка Емельяново.

### Аэропорт Емельяново
Проектированием нового аэропорта первоначально занимались архитекторы из Ленинграда. Затем за проектирование взялся созданный в 1975 году красноярский институт «Сибаэропроект». В 1976 году началось строительство аэропорта. В процессе строительства с площадки вывезли 12 миллионов кубических метров грунта. На месте, где была построена взлётно-посадочная полоса, находился холм высотой в 18 метров, а на другом конце — 9-метровая яма. Официальной датой открытия аэропорта Емельяново можно считать 25 октября 1980 года, когда прибыл первый технический рейс — Ил-62М из Москвы. Фактически функционирование объекта началось в 20-х числах декабря, когда был выполнен первый регулярный рейс на самолёте Ил-18. Стоимость строительства всего аэропортового комплекса в те годы оценивалась в 115—120 миллионов рублей, такой крупный и сложный объект быстро построить было нельзя. Он начал работу в незавершённом состоянии: так, ни одна аэродромная служба не имела собственных достроенных зданий.

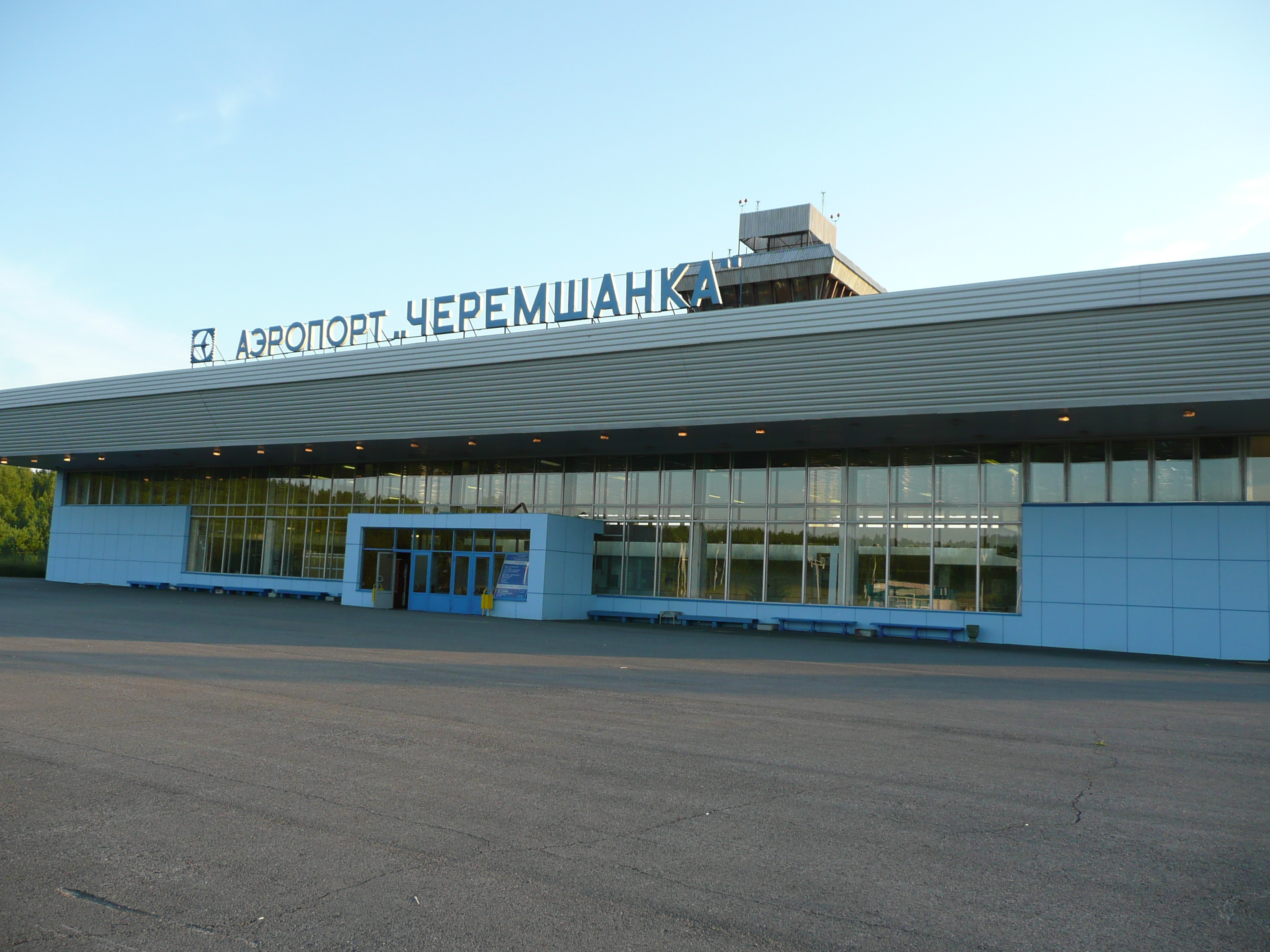
В 1988 году был открыт региональный аэропорт Черемшанка

Старый аэропорт получил название Красноярск-Северный и продолжал принимать гражданские суда до 1988 года. Это были небольшие самолёты Ан-24 и L-410, выполнявшие рейсы по краю. В 1988 году полёты по местным воздушным линиям стали осуществляться из аэропорта Черемшанка, построенного рядом с Емельяново. Военно-транспортные суда использовали Красноярск-Северный до 1990 года, также его полоса использовалась для посадок Ан-2, следовавших на авиаремонтный завод. Вынос аэропорта освободил поле в 200 гектаров, которое в будущем занял жилой район «Аэропорт», более известный как «Взлётка».
В старом здании аэровокзала в XXI веке работает автобусный вокзал. В январе 2020 года по инициативе администрации Советского района здание включили в перечень выявленных объектов культурного наследия.

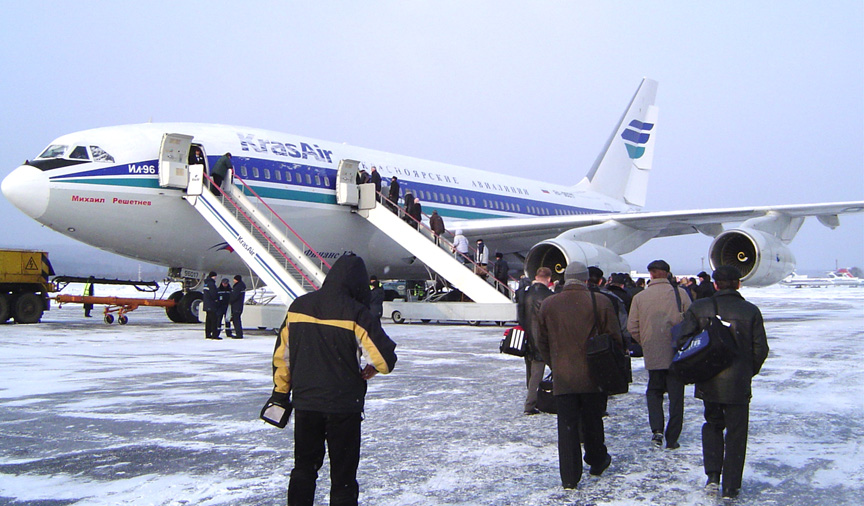
Посадка в самолёт Ил-96 авиакомпании KrasAir в 2005 году

В мае 1991 года Енисейский объединённый авиаотряд реорганизован в авиакомпанию «Красноярские авиалинии», с 1998 года известную как «KrasAir». В 1993 году аэропорт получил статус международного. В конце 1990-х годов из Емельяново выполнялись полёты по трансполярным маршрутам. Так, в августе 1997 года состоялся первый демонстрационный полёт по маршруту Красноярск — Монреаль — Вашингтон — Красноярск на самолёте ВАе-125 «Hawker» «Красноярских авиалиний». В 2000-х годах увеличилось число направлений, открылись рейсы в Таиланд, Турцию и Египет. В 2001 году в аэропорту Емельяново прошёл первый Сибирский авиационно-космический салон («САКС-2001»). В его ходе аэропорт признан пригодным для использования в кросс-полярных маршрутах и получил статус резервного для двух из четырёх пролегающих над Россией кросс-полярных воздушных трасс — «Полар-1» и «Полар-2». В дальнейшем САКС проводился в Емельяново в 2002, 2004 и 2006 годах.
В 2005 году для обслуживания трансферных пассажиров и пассажиров международных рейсов был открыт терминал №2. К 2006 году завершились работы по замене покрытия ВПП на асфальтобетон с армированной полимерной сеткой. В 2006 в аэропорту совершил промежуточную посадку для дозаправки самый большой самолёт в мире на тот момент, Ан-225.
В ноябре 2015 года началось строительство нового пассажирского терминала. В 2016 году Емельяново включён в список аэропортов федерального значения. В ноябре 2017 года руководство аэропорта заявило о своём желании официально переименовать его в «аэропорт Красноярск». 26 декабря 2017 года новый пассажирский терминал был открыт в преддверии XXIX Всемирной зимней универсиады 2019 года в Красноярске. Первоначально терминал обслуживал только внутренние рейсы (международные продолжал принимать старый), 19 февраля 2019 года его открыли и для международных рейсов. Старый терминал международных авиалиний был законсервирован, а терминал внутренних авиалиний реконструирован и превращён в деловой терминал.

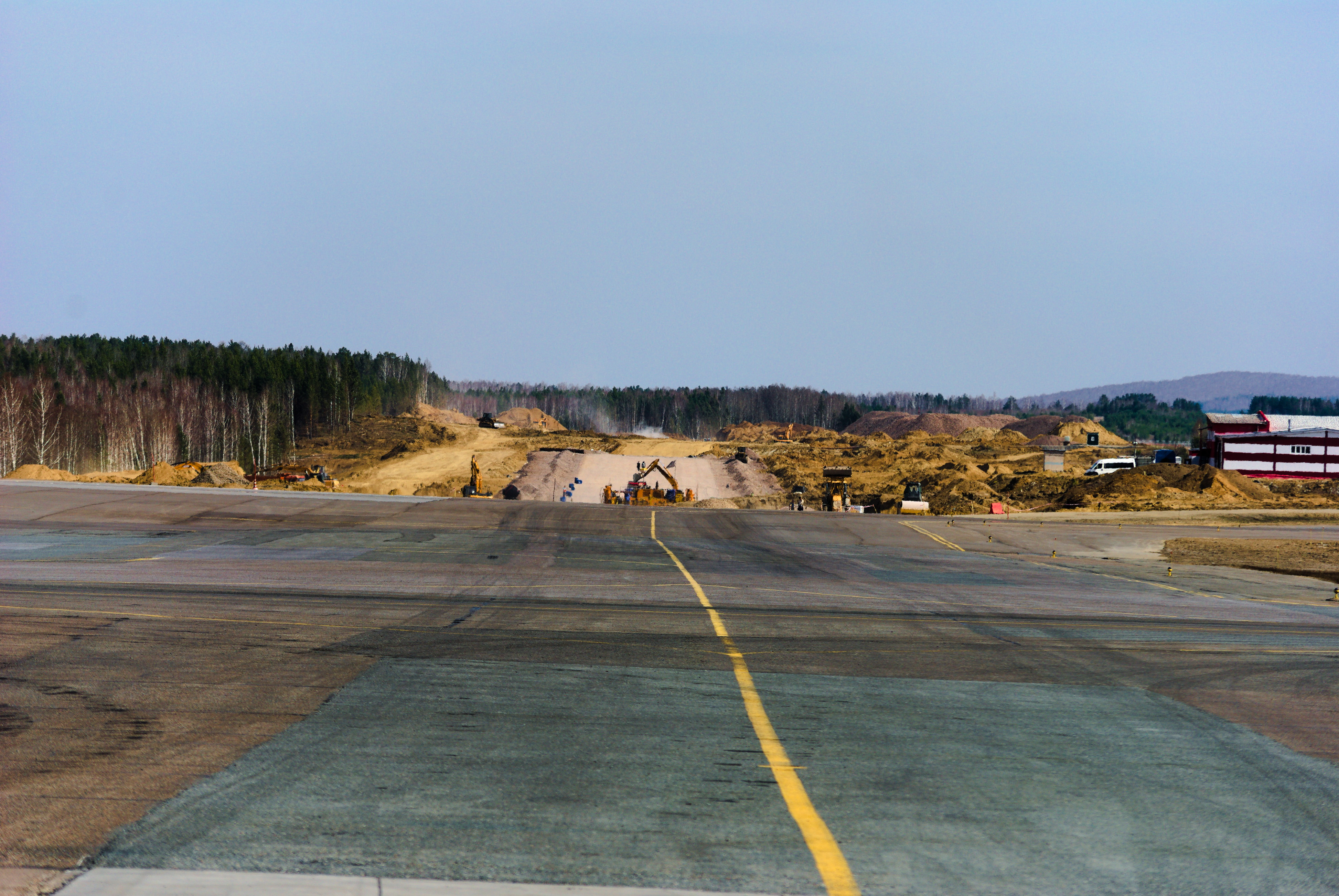
Строительство магистральной рулёжной дорожки, 2020 год

В январе 2018 года в аэропорту был открыт новый командно-диспетчерский пункт (КДП) высотой порядка 63 метров, ставший самым высоким в России.

### Аэропорт Красноярск

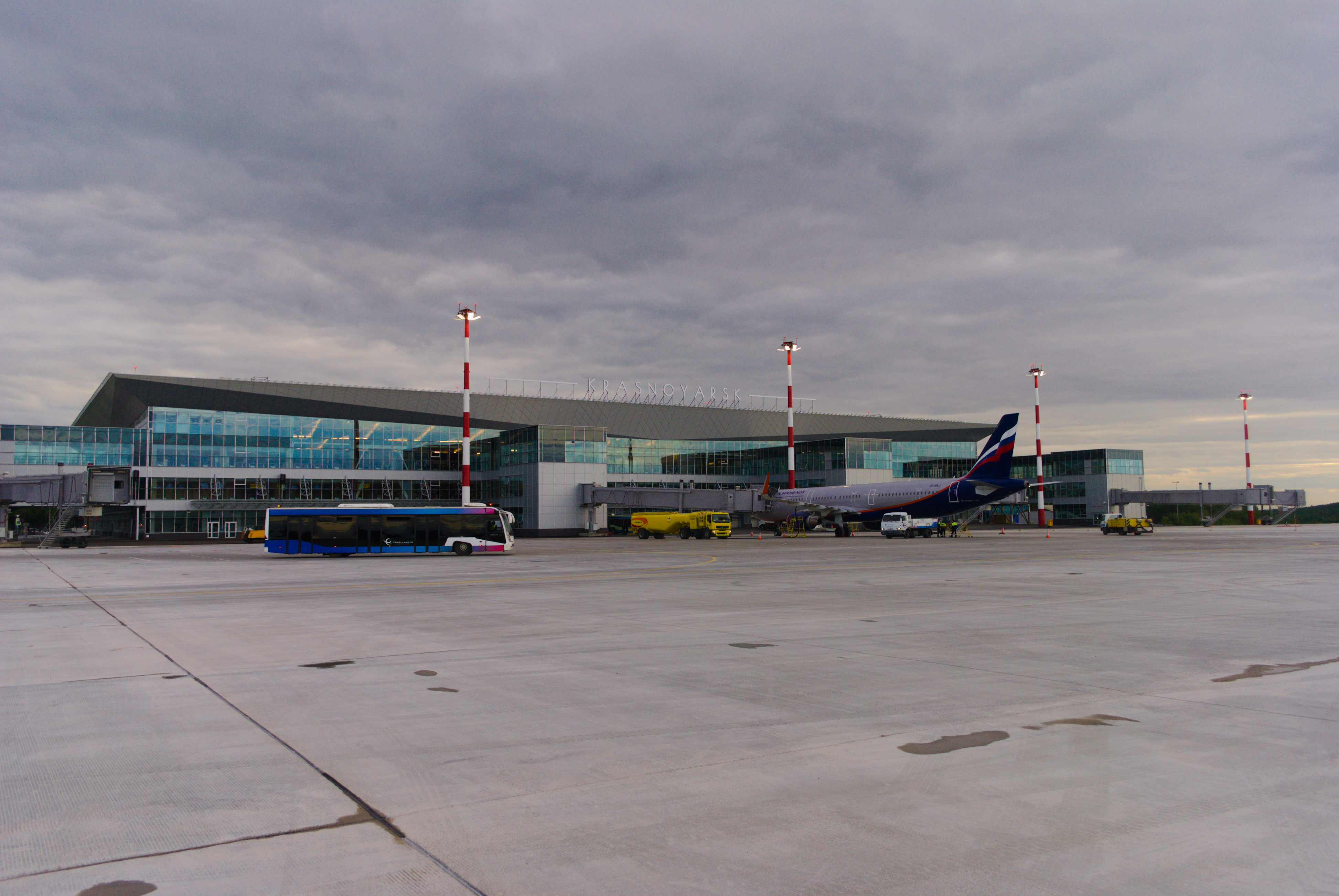
Новый терминал, вид с перрона

В марте 2019 года аэропорт Емельяново официально переименован в «аэропорт Красноярск». По результатам конкурса «Великие имена России» в 2019 году авиаузлу присвоено имя оперного певца Дмитрия Александровича Хворостовского (1962—2017), уроженца Красноярска. В конце марта 2019 года аэропорт подписал соглашение о создании в 2020 году хаба авиакомпании «Аэрофлот», однако его запуск был перенесён из-за пандемии COVID-19. Церемония открытия прошла 31 мая 2021 года. В сентябре 2021 года состоялось торжественное открытие магистральной рулёжной дорожки протяжённостью 2 691 метр. Она позволила увеличить количество взлётно-посадочных операций в час в два раза, с 12 до 24.
В октябре 2024 года начались инженерно-геодезические изыскания для разработки проекта реконструкции взлётно-посадочной полосы.

## Собственники и руководство
В декабре 2014 года руководство Красноярского края объявило о выставлении на открытый аукцион 51 % акций аэропорта Емельяново, ранее находившихся в государственной собственности (через компанию «ЭРА Групп»). В июне 2015 года ПАО «Красноярская ГЭС» (структура «ЕвроСибЭнерго» Олега Дерипаски), предложившая 4,05 миллиарда рублей, стала победителем конкурса по продаже пакета акций. В декабре 2015 года Красноярская ГЭС переуступила свои обязательства ООО «КрасИнвест». В 2022 году «Красинвест» увеличил свою долю в «ЭРА Групп» на 15 %.
С апреля 2025 года генеральным директором аэропорта Красноярск является Павел Евгеньевич Корчашкин.

## Характеристики, инфраструктура и особенности
Аэропорт Красноярск — один из крупнейших аэропортов России по объёму выполняемых международных грузовых рейсов и крупнейший аэропорт Центральной и Восточной Сибири.

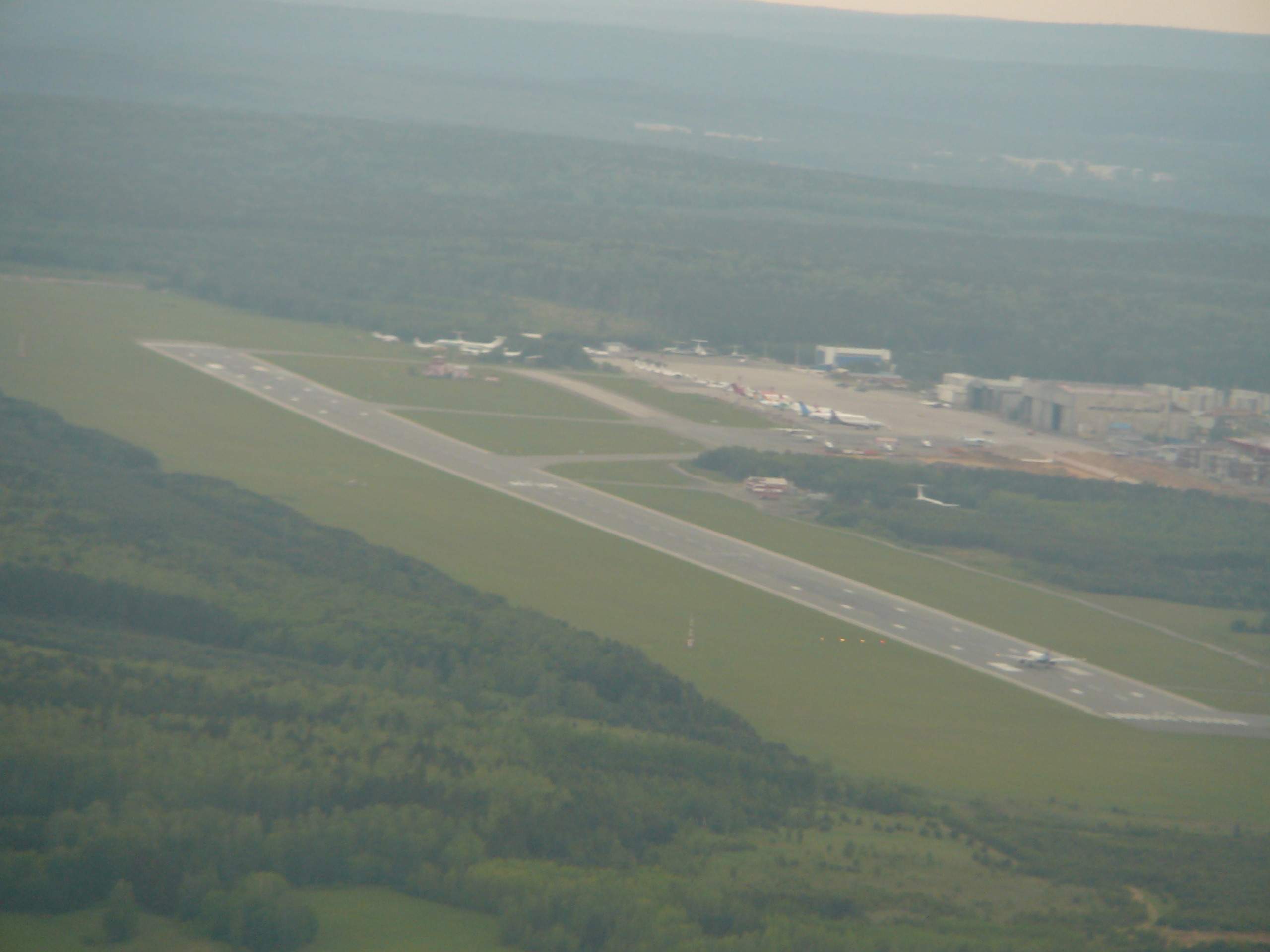
ВПП аэропорта (2017 год), рулёжная дорожка «M» (майк) ещё не построена

Режим работы — круглосуточный. Имеет аэродром класса «А», 4F по классификации ИКАО. Общая площадь земельного участка, занимаемого аэропортом, составляет 572,7 гектара. Площадь аэровокзального комплекса (пассажирский и деловой терминалы) — свыше 58 000 м2. Размеры взлётно-посадочной полосы (ВПП) — 3700 на 60 метров, перрона — 2500 на 200. ВПП и перрон покрыты армобетоном, усиленным асфальтобетоном. Максимальная взлётная масса воздушных судов — без ограничений. Пропускная способность ВПП — 24 взлётно-посадочной операции в час. Имеется 63 места стоянки для воздушных судов; для грузовых судов типа Boeing 777F — шесть мест, ещё шесть для Boeing 747-400F, для Boeing-747-8F — четыре. 

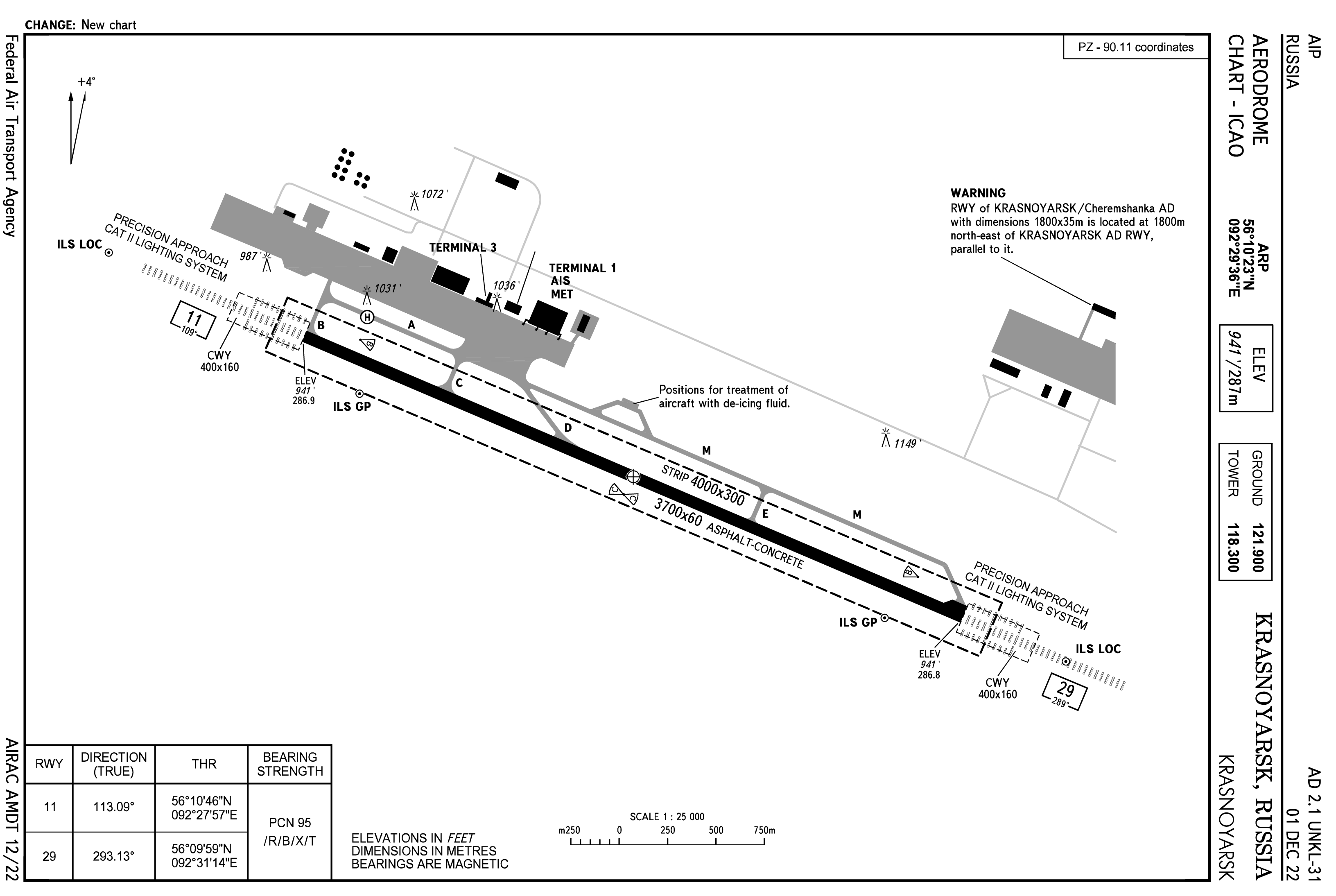
Схема аэропорта Красноярск

Размеры лётной полосы (ВПП с примыкающими боковыми и концевыми полосами безопасности) — 4500 на 60 метров. Классификационное число ВПП (PCN) 95/R/B/X/T. Рулёжные дорожки (РД) «А» (альфа) — армобетон, PCN 58/R/B/X/T; «В» (браво), «С» (чарли), «D» (дельта), все — асфальтобетон, PCN всех — 70/R/B/X/T; магистральная РД «M» (майк) проходит параллельно ВПП, к ней примыкает площадка для противообледенительной обработки воздушных судов, соединяется с полосой в участке для разворота («кармане»), а также через РД «Е» (эко); ширина всех РД — 22,5 метра; характеристики покрытия перрона — PCN 70/R/B/X/T; перрона возле терминала — 56/R/A/X/T. ВПП была реконструирована в 2007 году, а в 2008 — дооборудована до требований II категории ИКАО. Эксплуатационный ресурс ВПП истекает в 2027—2028 годах. Её модернизацию планируется начать в 2025 году. В мае 2024 года завершён первый (из двух) этап реконструкции перрона. Один из немногих аэропортов в Сибири, который был способен принимать транспортный самолёт сверхбольшой грузоподъёмности Ан-225, что требует исключительной прочности основания взлётной полосы.  Светосигнальное оборудование — ОВИ-2 МК 110° и  МК 290°, введено в эксплуатацию в 2009 году, PAPI  — соответствует II категории ИКАО.
Взлётно-посадочная полоса аэропорта Красноярск, оснащённая светосигнальным оборудованием компании Siemens, первой за Уралом позволила обеспечить взлёт и посадку воздушных судов в соответствии с требованиями II категории ИКАО.
На авиаперроне установлена система автоматического визуального позиционирования воздушных судов Safedock A-VDGS.

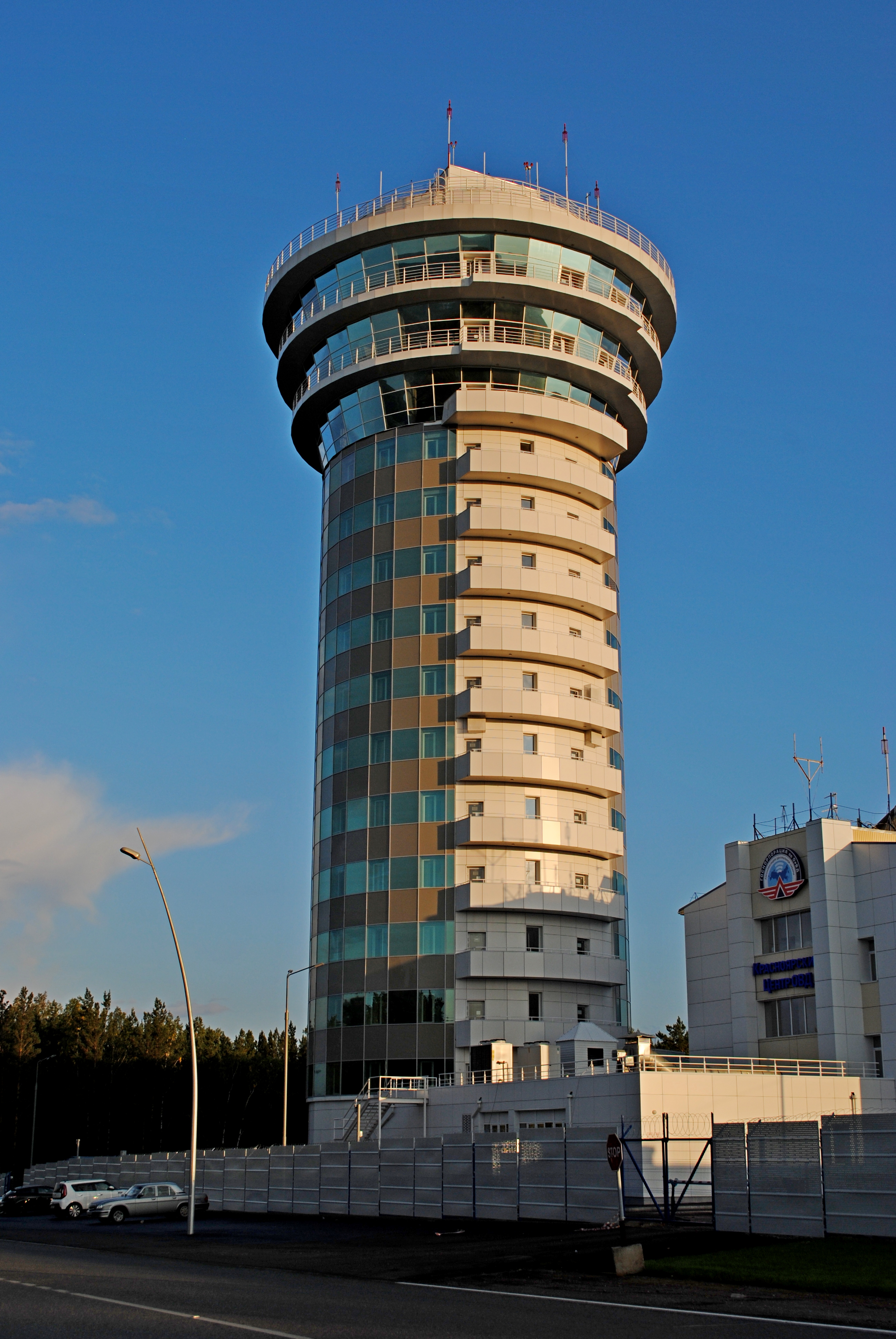
Башня управления воздушным движением аэропортов Красноярск и Черемшанка

Действует ангарный комплекс для технического обслуживания и мойки воздушных судов, в том числе отапливаемый ангар площадью 5100 м2 и неотапливаемый ангар площадью 5700 м2. По состоянию на 2016 год ангарный комплекс в аэропорту Красноярска являлся крупнейшим в Сибири и на Дальнем Востоке. В парк специальной аэродромной техники входит свыше 130 единиц.
В 2018 году аэропорт Красноярск стал шестым региональным аэропортом России, получившим сертификат соответствия мировым стандартам и рекомендованным практикам по безопасности наземного обслуживания ISAGO (IATA Safety Audit for Ground Operations). Он также является запасным аэродромом по стандартам ETOPS на трансконтинентальных маршрутах из Северной Америки и Европы в Азию.
В 2009 году в эксплуатацию введён грузовой терминал, реконструированный в 2019-21 годах и обновлённый в 2024 году. Он управляется компанией «Сибирь Карго Сервис», имеет площадь 2000 м2 и пропускную способность 100 тысяч тонн грузов в год, включая 3,5 тысячи тонн почтовых грузов. В состав терминала входит зона хранения термочувствительных грузов, в том числе вакцин, склад временного хранения, помещения для ценных и опасных изделий, пункт таможенного контроля.

Работают два цеха бортового питания — ЗАО «Аэромил» и ООО «Полёт-Сервис» общей производительностью 9500 рационов в сутки. В 2012 году была завершена сертификация аэропорта по стандартам EASA Part 145, позволяющая выполнять оперативные формы для воздушных судов Boeing 747, McDonnell Douglas MD-11F, Airbus A318, A319, A320, A321 с двигателями определённых конфигураций. В аэропорту началось выполнение комплекса работ по техническому обслуживанию воздушных судов иностранного производства отечественных и зарубежных авиакомпаний. С 2012 года участвует в проекте внедрения электронной грузовой накладной e-freight, позволяющей упростить процесс грузообработки и таможенного оформления. В 2014 году система менеджмента качества аэропорта была сертифицирована по стандарту ISO 9001:2008.

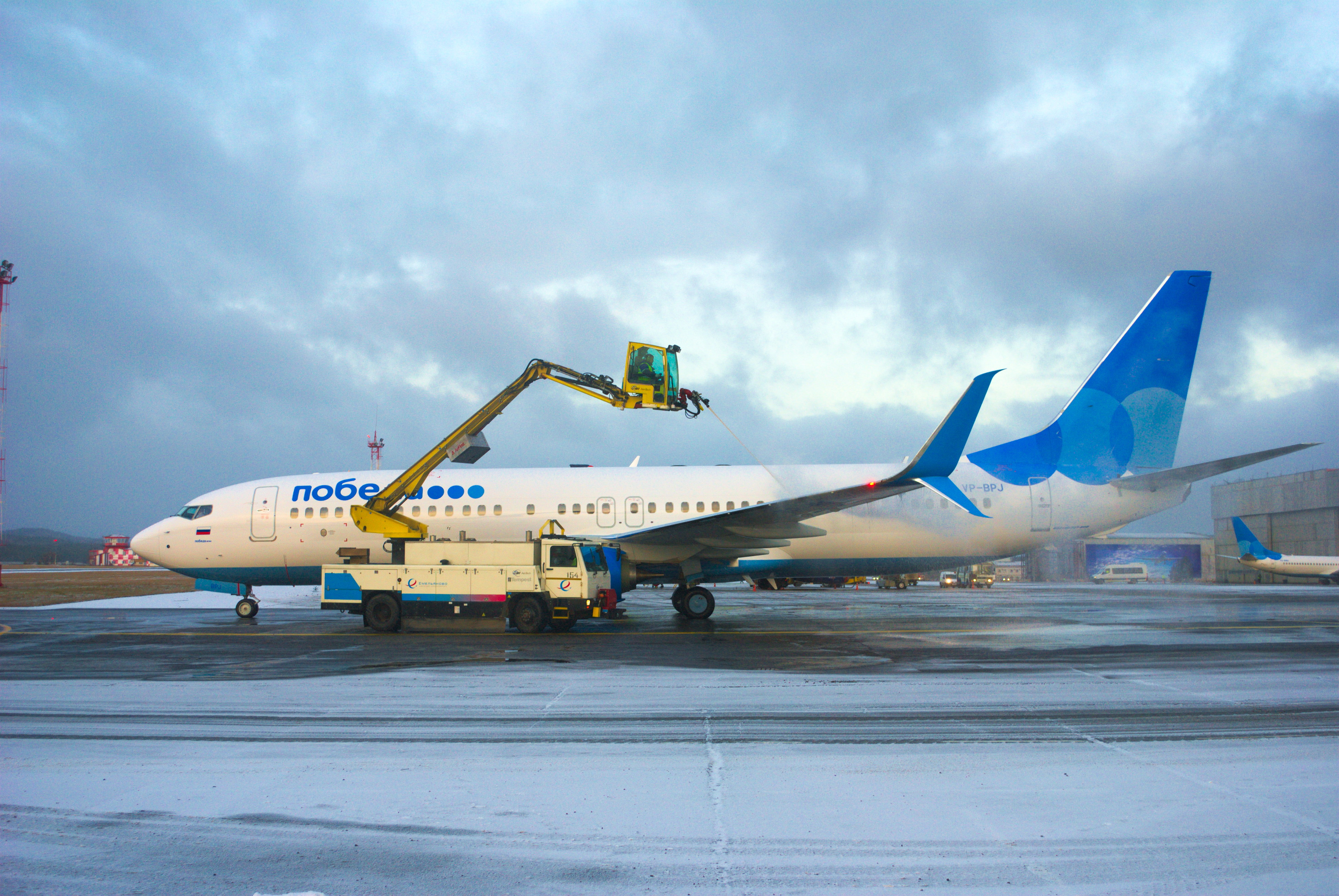
Противообледенительная обработка Boeing 737-800 авиакомпании «Победа» на перроне

Аэропорт Красноярск имеет выгодное географическое положение, выступая стратегическим транзитным узлом в воздушных перевозках между Европой и Азией. Уникально его микрогеографическое положение, обусловливающее ряд природных явлений, не свойственных другим аэропортам России. Он расположен в предгорье Саян, которые являются причиной периодического возмущения воздушных потоков, так называемой орографической турбулентности. В аэропорту Красноярск почти не бывает плохой погоды; низкая облачность, туман, боковой ветер — явления, которые крайне редки для местности, где он расположен. Так, аэропорт закрылся по метеоусловиям на три часа 10 февраля 2020 года впервые за пять лет.

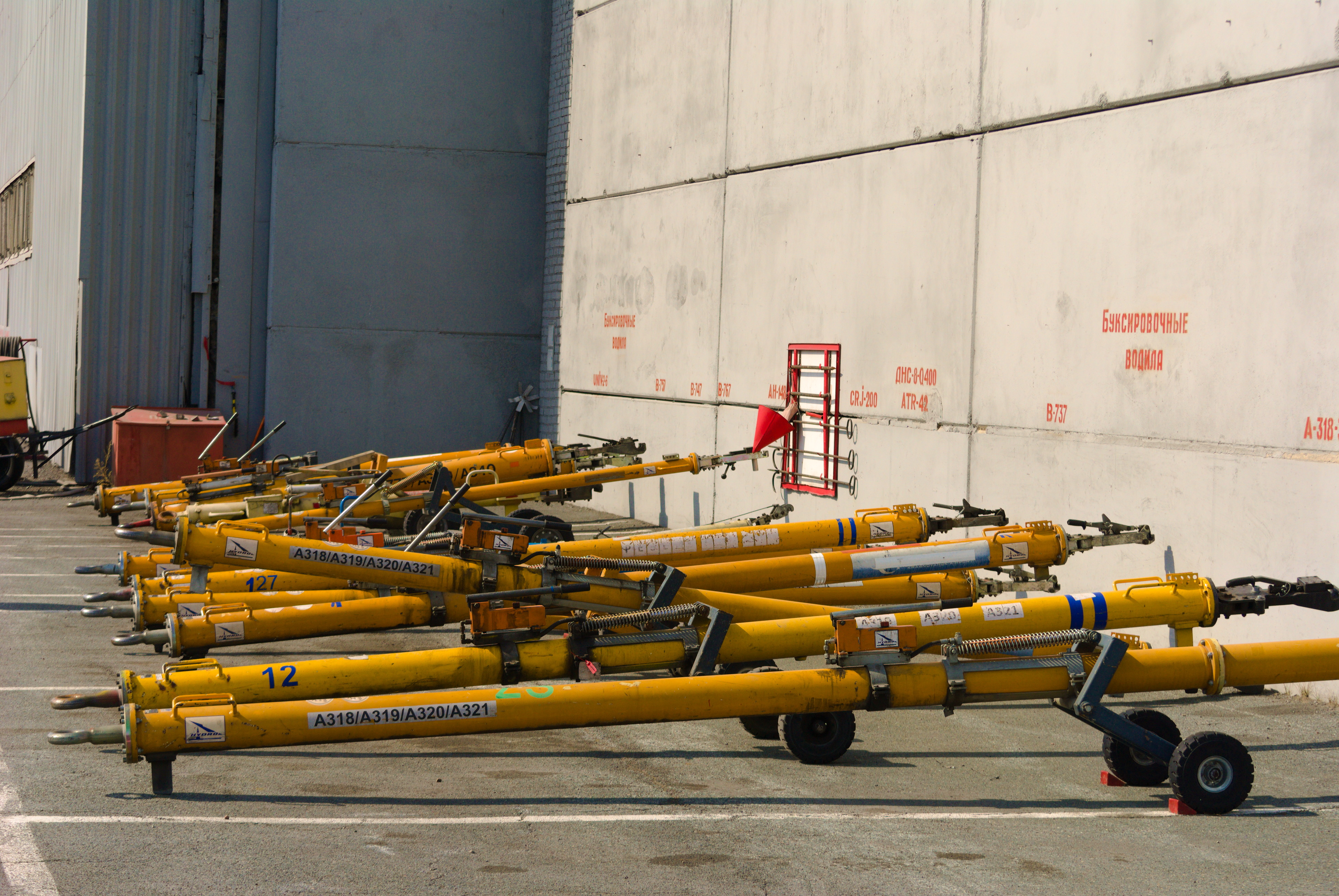
Буксировочные водила в аэропорту Красноярск

Вблизи расположена гостиница «Аэропорт Красноярск» для экипажей и пассажиров с номерным фондом в 97 номеров и отель бизнес-класса «Legenda Аэро Отель» с номерным фондом в 39 номеров.
В трёх километрах от аэропорта Красноярск расположен открытый в 1988 году региональный аэропорт Черемшанка. ВПП Черемшанки расположена параллельно ВПП аэропорта Красноярск на удалении 1800 метров к северо-востоку. Открытый в 2018 году командно-диспетчерский пункт (КДП), являющийся самым высоким в России (высота порядка 63 метров), обслуживает оба аэропорта. КДП находится в Красноярском центре ОВД филиала «Аэронавигация Центральной Сибири» ФГУП «Госкорпорация по ОрВД».
В 2010 году аэропорт получил приз в номинации «За активность и целеустремлённость» в рамках конкурса «Лучший аэропорт года стран СНГ». В 2012 году признан лучшим в категории «Большой вклад в развитие производства» среди аэропортов с пассажиропотоком более одного миллиона пассажиров в год, а также сертифицирован по стандартам Европейского агентства безопасности полётов (англ. European Union Aviation Safety Agency). В июле 2019 года отмечен как наиболее динамично развивающийся аэропорт Евразии. В апреле 2020 года занял второе место в рейтинге 20 самых удобных аэропортов страны по мнению российской версии журнала Forbes.

## Аэровокзальный комплекс

### Аэровокзал

#### Строительство

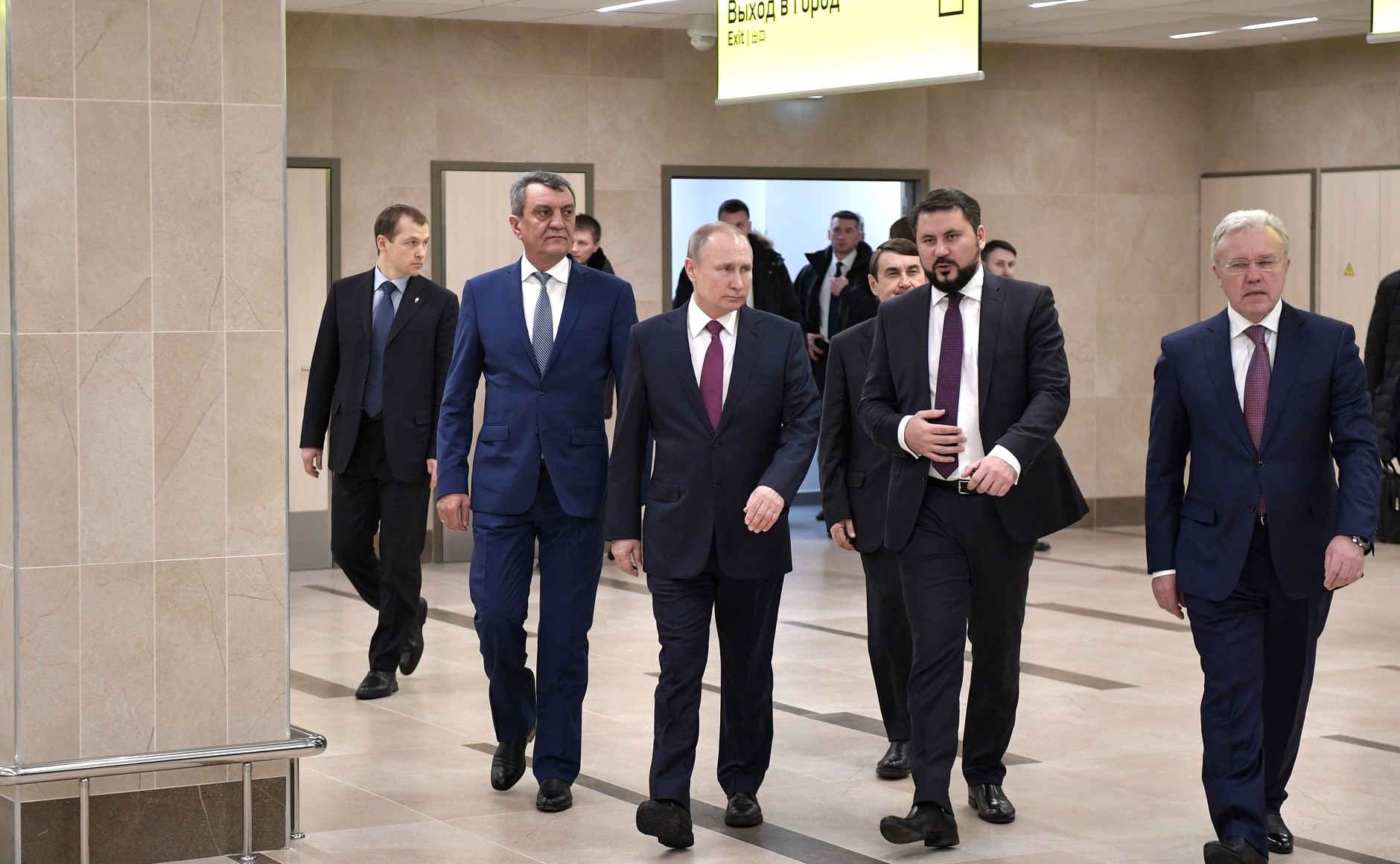
Президент России Владимир Путин осматривает новый аэровокзал аэропорта Красноярск в феврале 2018 года

В аэропорту Емельяново ранее наличествовали аэровокзал внутренних авиалиний, построенный в 1980 году, пропускной способностью в среднем 750 пассажиров в час, и  аэровокзал  международных авиалиний, терминал № 2, построенный в 2005 году, обслуживающий до 300 пассажиров в час, а также имевший зал трансферных пассажиров, пропускающий 305 пассажиров в час. К 2014 году пропускная способность терминалов уже не удовлетворяла динамике роста пассажиропотока.
В 2011 году немецкая компания Hochtief Airport приступила к проектированию нового пассажирского вокзала аэропорта Емельяново. В 2012 году на IX Красноярском экономическом форуме был представлен его макет. Строительство аэровокзала началось 13 ноября 2015 года. Работы по забивке свай завершились к апрелю следующего года, всего их потребовалось 4178 штук. В конце мая окончились работы по установке ростверков, началась обратная засыпка фундамента и монтаж металлоконструкций. Возведение последних завершилось к началу декабря, выполнено устройство холодной кровли, завершались работы по устройству тёплой кровли и остеклению фасада. За время строительства проложено около 287 километров кабеля электроснабжения, на изготовление металлоконструкций для каркаса помещения ушло более четырёх тысяч тонн металла.
В конце октября 2017 года начался финальный этап строительства. 16 декабря около 500 волонтёров приняли участие в тестировании нового сооружения. 26 декабря 2017 года новый аэровокзал аэропорта Красноярск был торжественно открыт. На строительство здания было затрачено пять миллиардов рублей.
Общую архитектурную концепцию здания разработала санкт-петербургская мастерская «Студия» Сергея Ивановича Шведова; генеральным проектировщиком выступила группа компаний «Спектрум», в создании интерьеров участвовала дизайн-группа ArtStyle.

#### Описание
Аэровокзал  оснащён пятиуровневой системой досмотра багажа, четырьмя эскалаторами и 25 лифтами, из которых 18 — пассажирские, три — панорамные и четыре — грузовые для собственных нужд аэропорта. Работают 28 стоек регистрации и семь транспортёров для обработки багажа. Есть киоск саморегистрации. У выходов на посадку установлены автоматические турникеты. Пропускная способность багажной системы —  1500 сумок в пиковые часы. Имеется шесть пассажирских телескопических трапов типа Apron Drive производства компании ThyssenKrupp Airport Systems S. A. (два — трёхтоннельные, четыре — двухтоннельные). Пропускная способность — 1302 пассажира в час или от 2,5 до 5 миллионов пассажиров в год.

Интерьеры аэровокзала аэропорта Красноярск
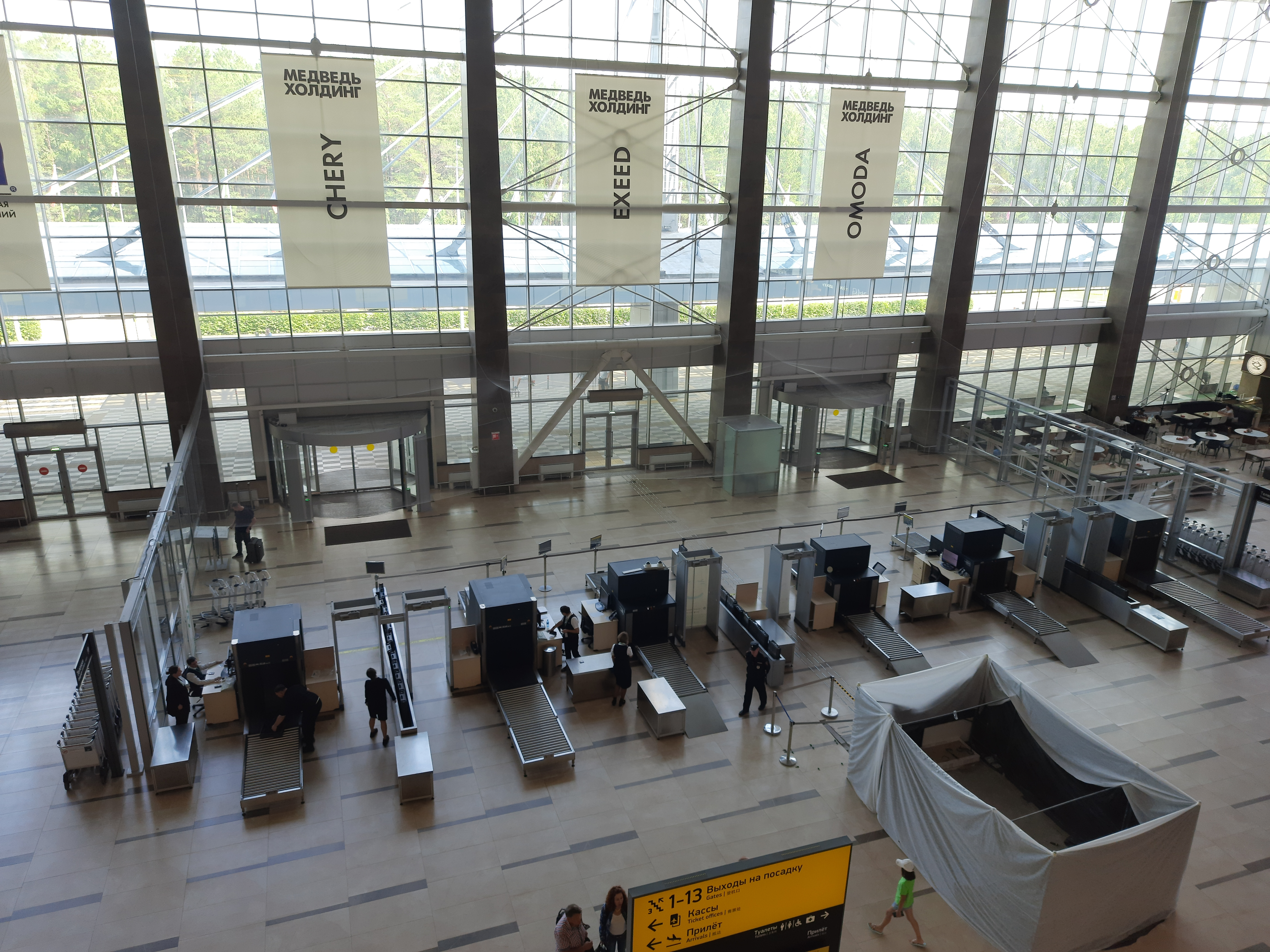
Зона досмотра на входе
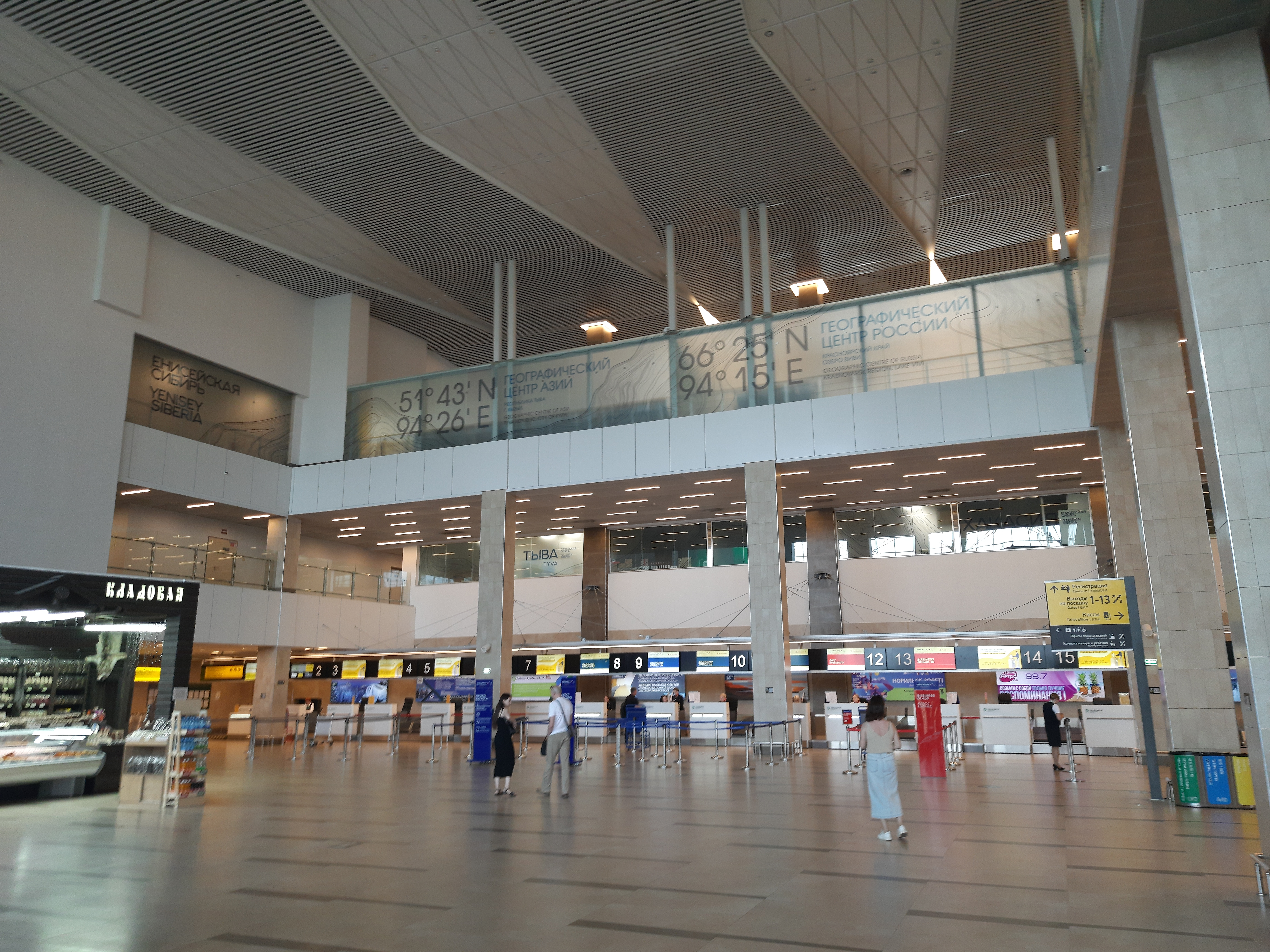
Стойки регистрации
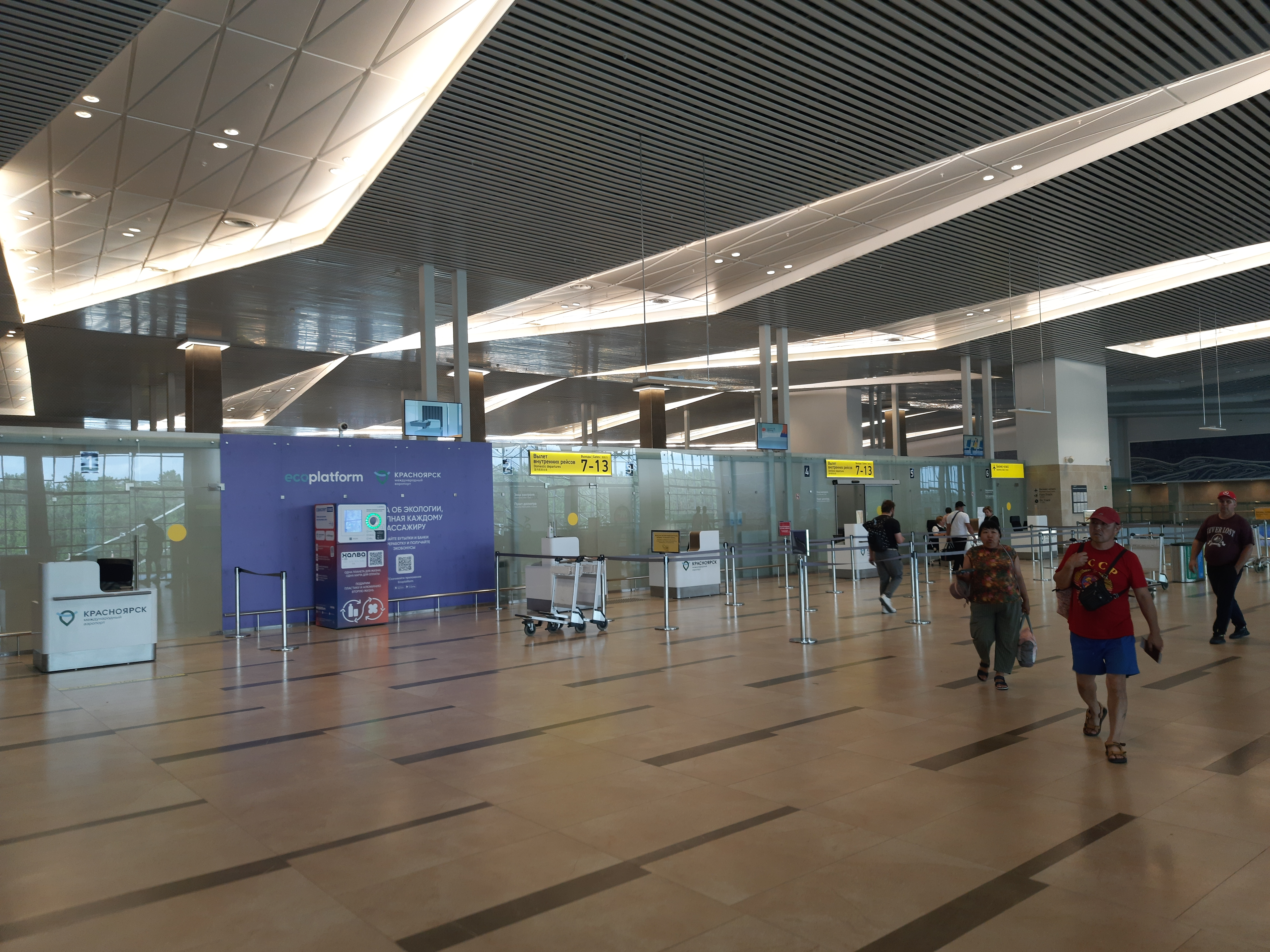
Зона паспортного контроля
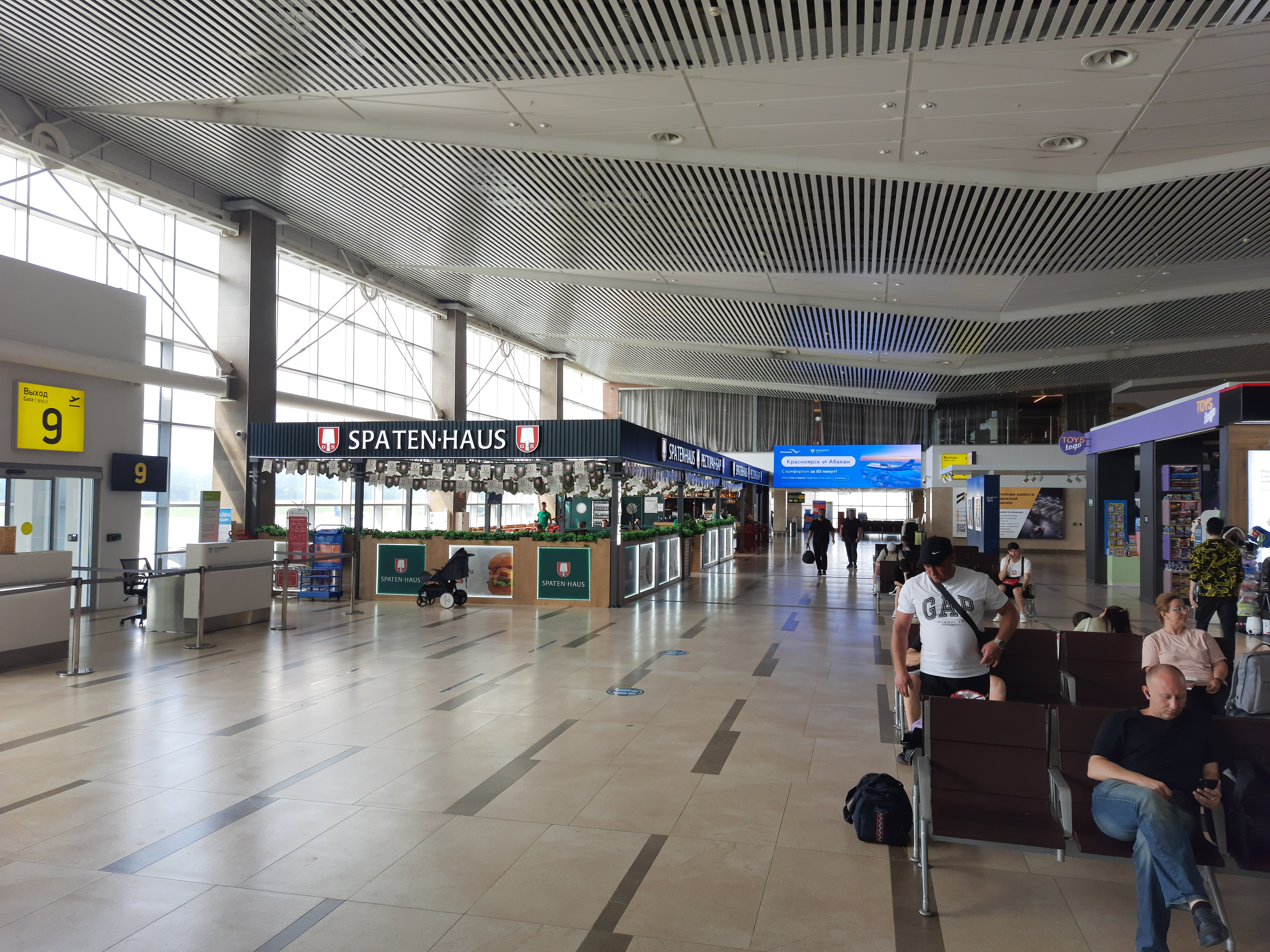
Зал ожидания внутренних авиалиний

Фасад стеклянный, общая площадь остекления — 14 077 м2. На входе расположено шесть линий входного досмотра. Слева от зоны контроля — различные торговые точки, справа — стойка информации. Там же, в вестибюле, находятся стойки регистрации. Помимо этого на первом этаже размещены медицинский пункт и места упаковки багажа. На втором этаже — общий зал ожидания, комната матери и ребёнка, представительства авиакомпаний, зона трансферных пассажиров. Туда же выходят галереи телескопических трапов прибывающих пассажиров. Единая зона досмотра и залы вылета в «чистой» зоне занимают третий уровень здания аэровокзала. Там расположены многочисленные точки питания различных типов, магазины, в том числе беспошлинной торговли, зона паспортного и таможенного контролей, залы ожидания внутренних и международных рейсов, галереи телескопических трапов вылетающих пассажиров и так далее. На четвёртом этаже размещены бизнес-залы. На цокольном этаже находятся стол находок, камера хранения, а также служебные помещения.

Арт-объекты в аэропорту Красноярска
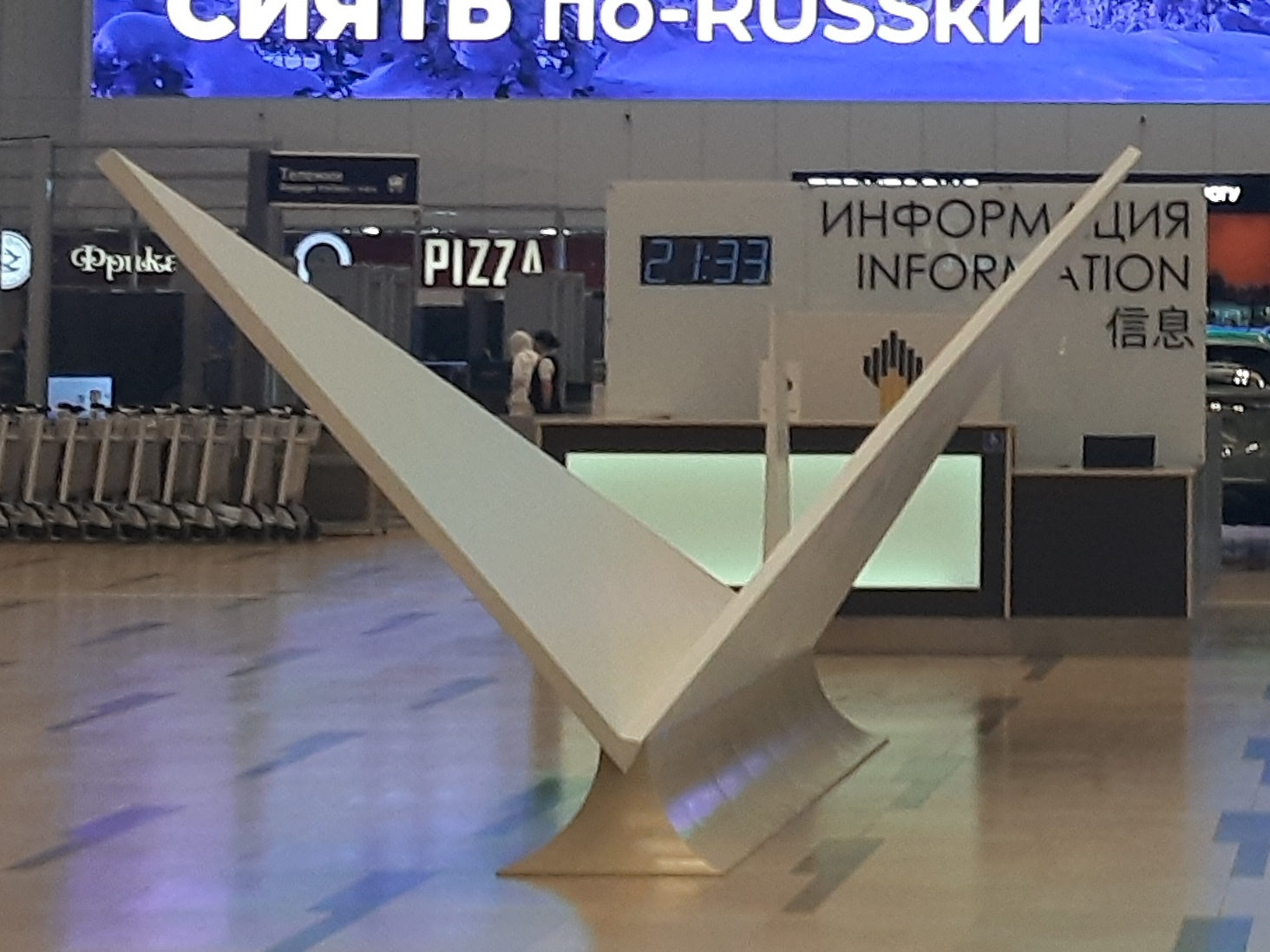
«Лодка»
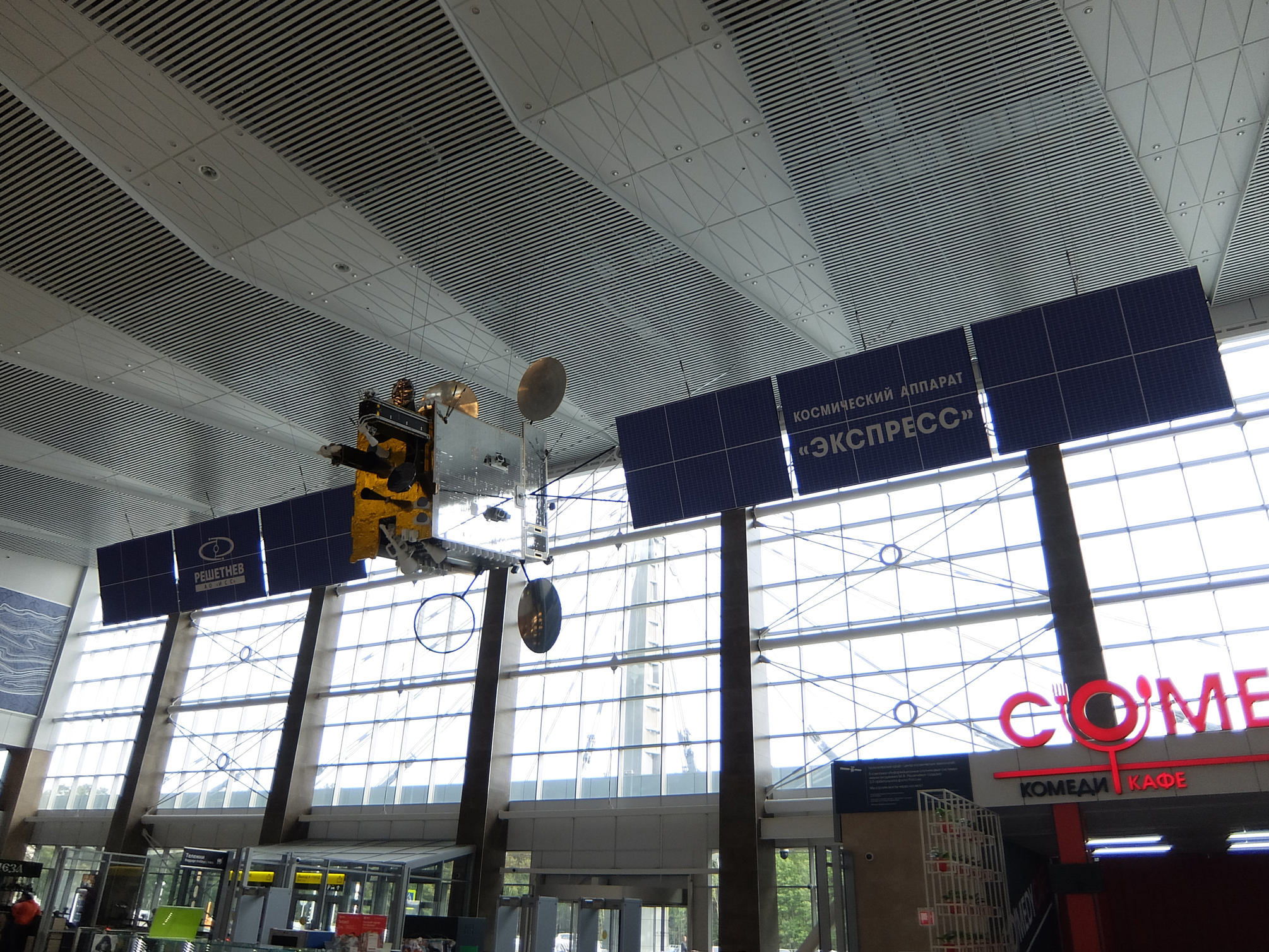
Полноразмерный макет спутника «Экспресс АМ8»
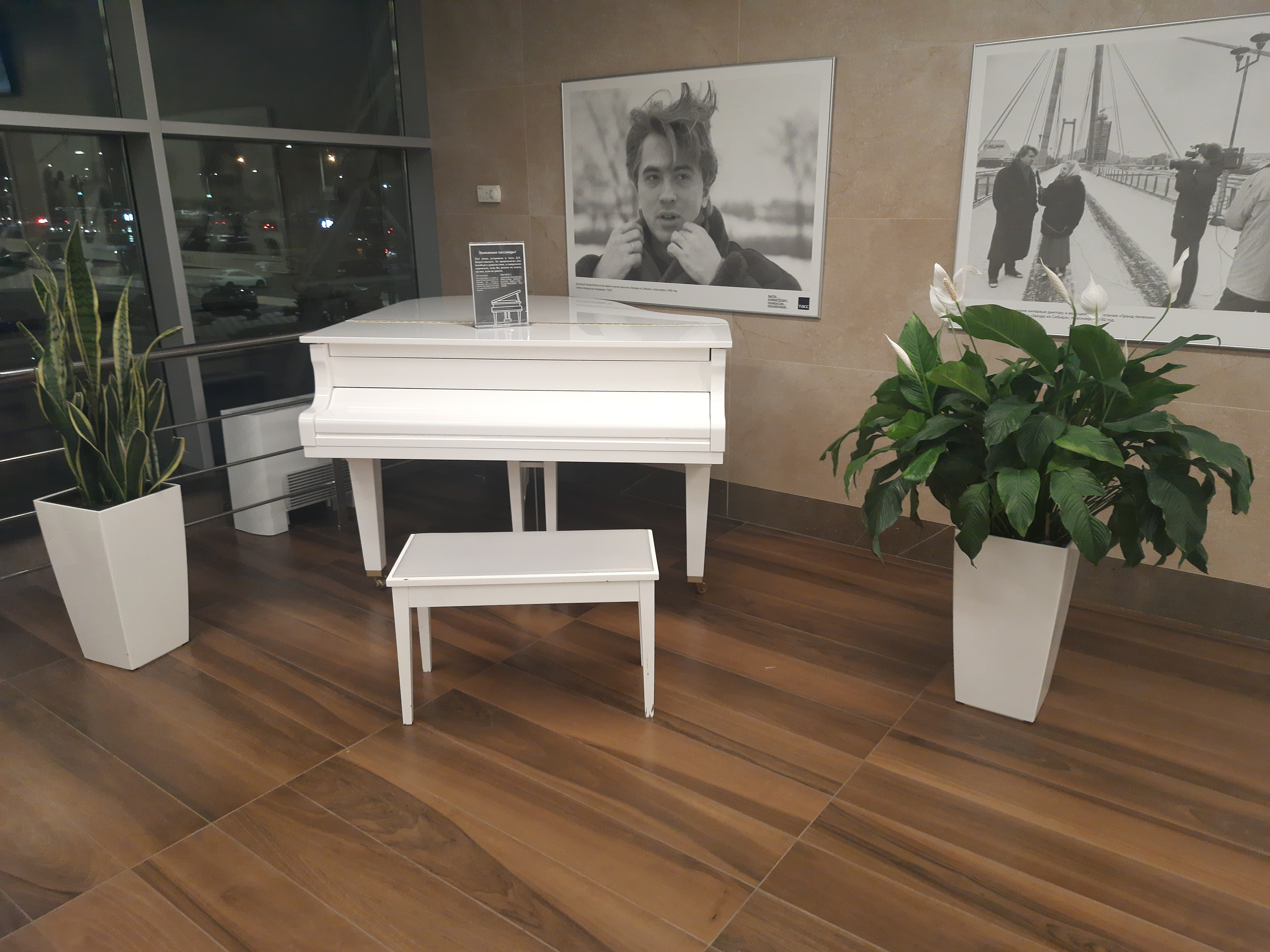
Белый рояль
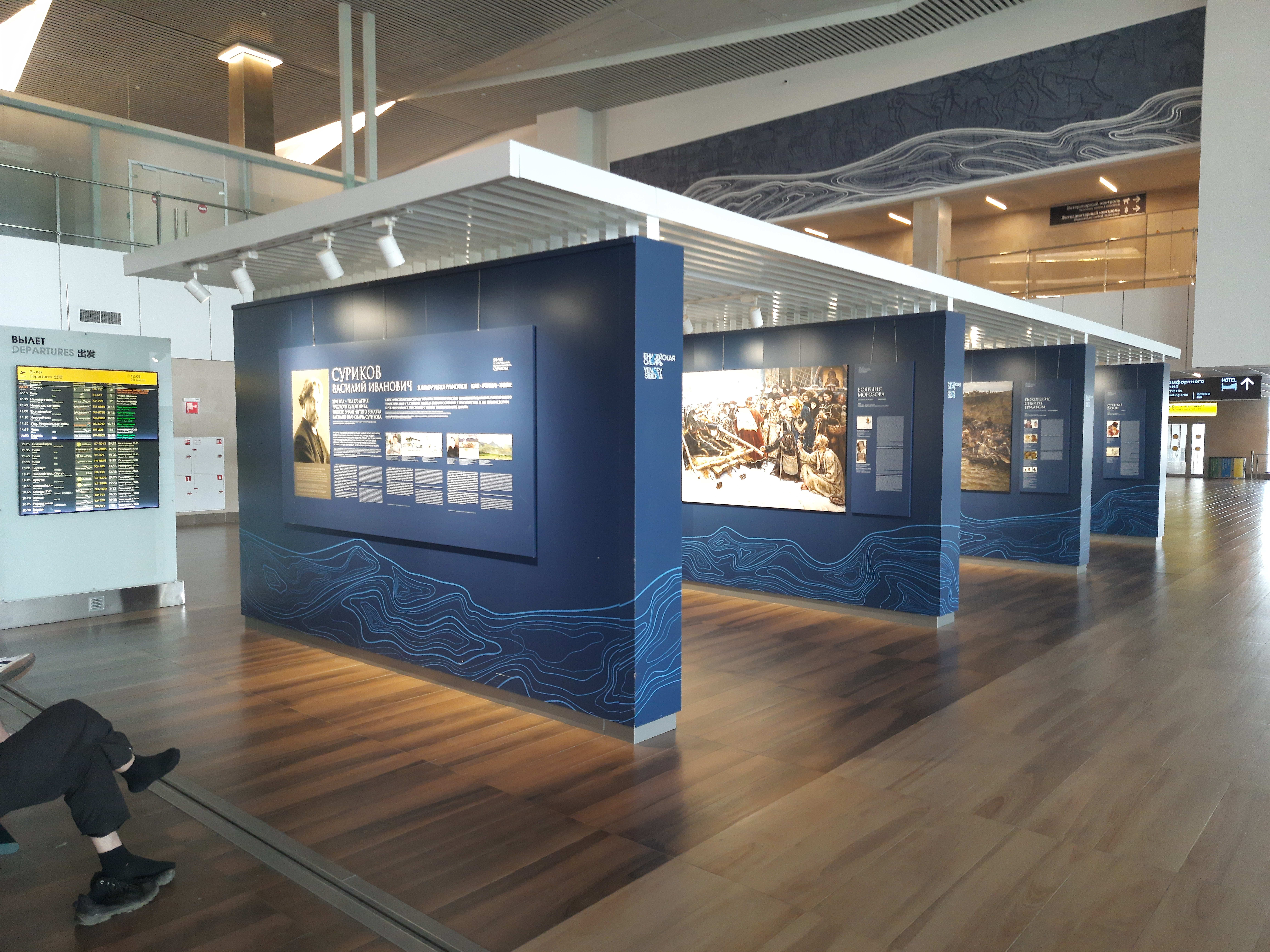
Выставка картин Василия Ивановича Сурикова

Ванты над навесом на входе в вокзал отсылают к Виноградовскому мосту в Красноярске. Интерьер выдержан в едином стиле. Полы, стены и колонны выполнены из материалов, похожих на природный камень. 60 000 м2 керамогранита использованы в оформлении. На стены нанесены рисунки в фирменном стиле «Енисейской Сибири». Лейтмотивом оформления основных помещений и бизнес-залов стали петроглифы, переснятые с наскальных рисунков в Красноярском крае и в Хакасии. На первом этаже возле стойки информации находится сложенная из двух белокаменных треугольников «Лодка» — арт-объект, символизирующий казачий струг, на котором прибыл основатель города Красноярска Андрей Ануфриевич Дубенский. Рядом с ней, над зоной прибытия и напротив выхода в город, подвешен полноразмерный макет спутника «Экспресс АМ8». На втором этаже находится галерея с репродукциями картин Василия Ивановича Сурикова. В октябре 2024 года объявлено, что её планируется перенести на новое место ввиду создания дополнительных стоек регистрации. Там же находится белый рояль как дань памяти оперному певцу Дмитрию Хворостовскому. В разных зонах представлены работы местных фотографов.

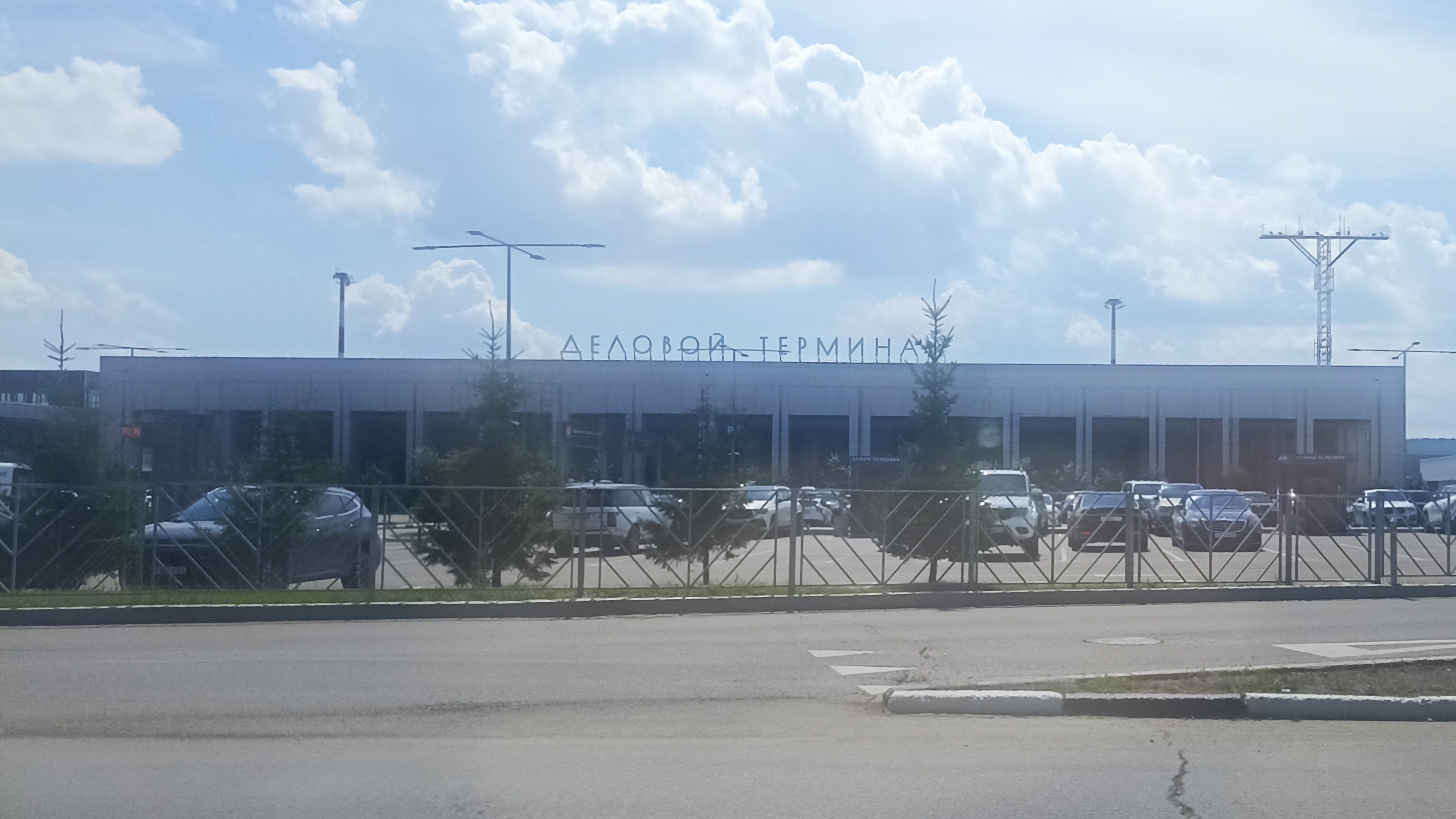
Здание делового терминала

### Деловой аэровокзал
В июле 2018 года пресс-служба аэропорта объявила, что старое здание вокзала будет отремонтировано и перепрофилировано в деловой комплекс для обслуживания VIP-пассажиров. Инвестиции в проект составили 870 миллионов рублей. Реконструкция здания продолжалась около восьми месяцев, включая этап проектирования. Деловой терминал открыт 1 марта 2019 года.
Здание соединено с пассажирским аэровокзалом галереей. На первом этаже находится пункт досмотра, единственная стойка регистрации, конференц-залы, коворкинг, переговорные и ресторан. На втором этаже расположилась гостиница «Legenda Аэро Отель». Для организации переговоров или иных официальных мероприятий в VIP-комплексе необязательно быть пассажиром; он открыт для всех желающих, внёсших соответствующую плату.

## Авиакомпании и направления

### Пассажирские перевозки

Самолёты авиакомпаний, базирующихся в аэропорту Красноярск
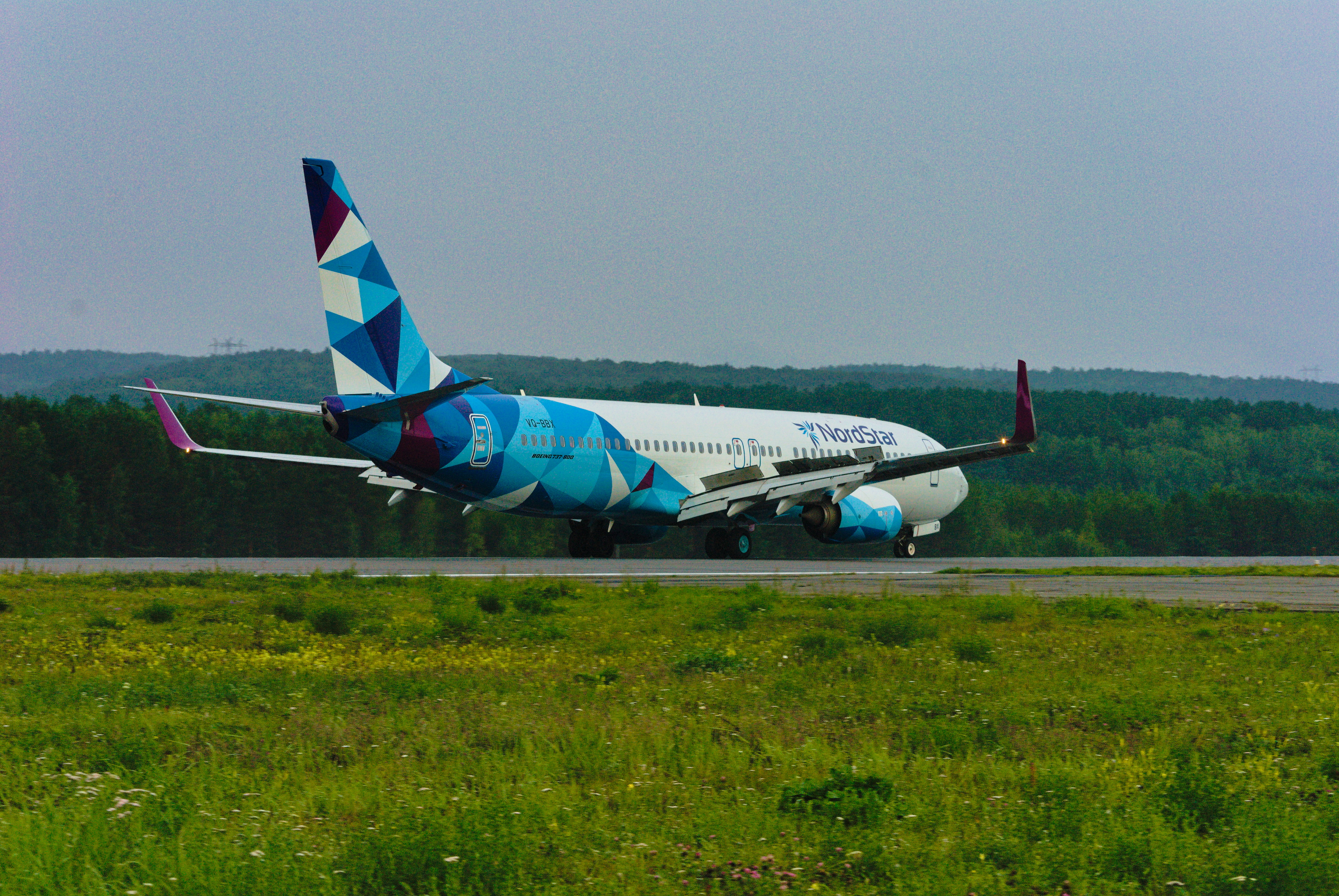
Boeing 737-800 (VQ-BBX) авиакомпании «NordStar»
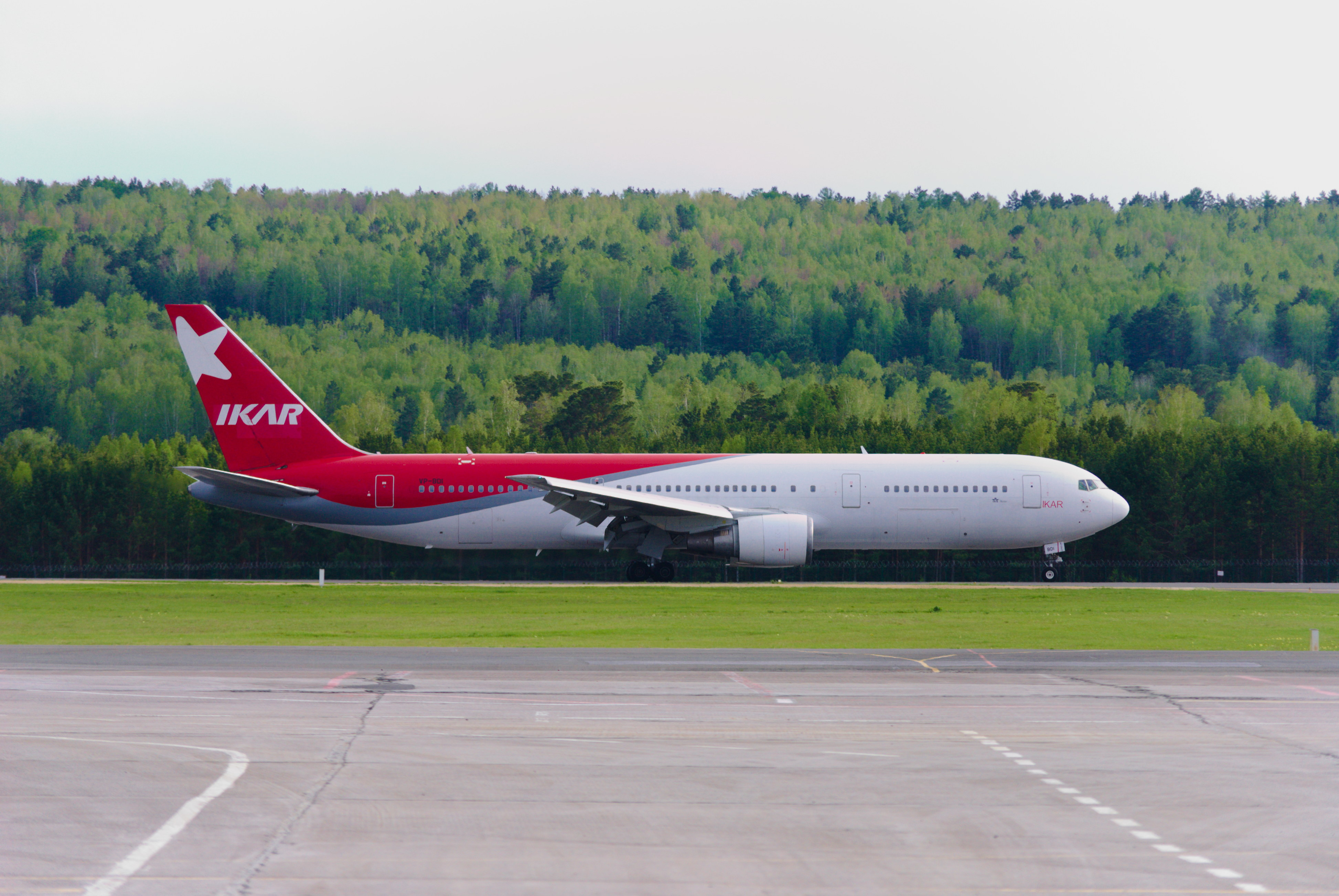
Boeing 767-300ER (VP-BDI) авиакомпании «PegasFly» (ныне «Икар»)
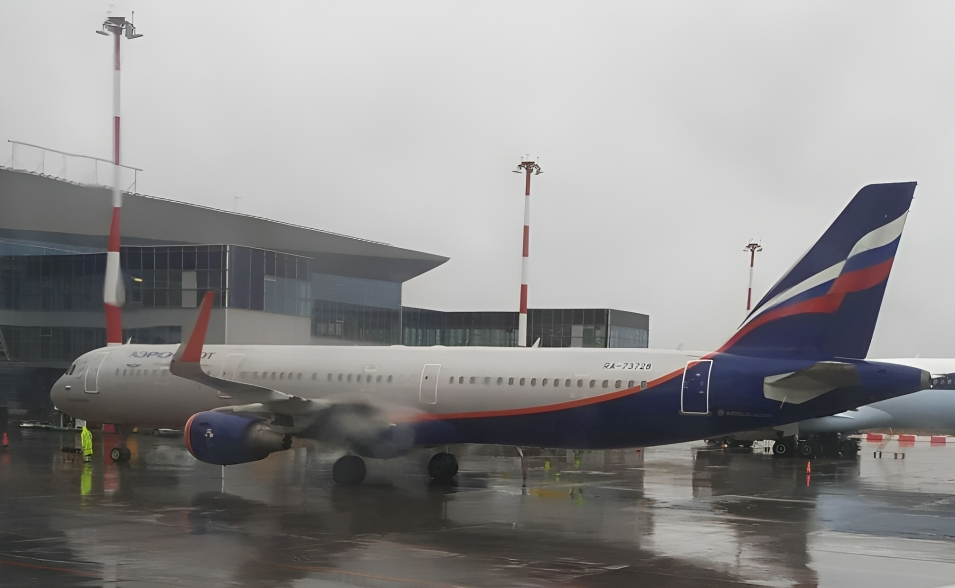
Airbus A321-200 (RA-73726) авиакомпании «Аэрофлот»
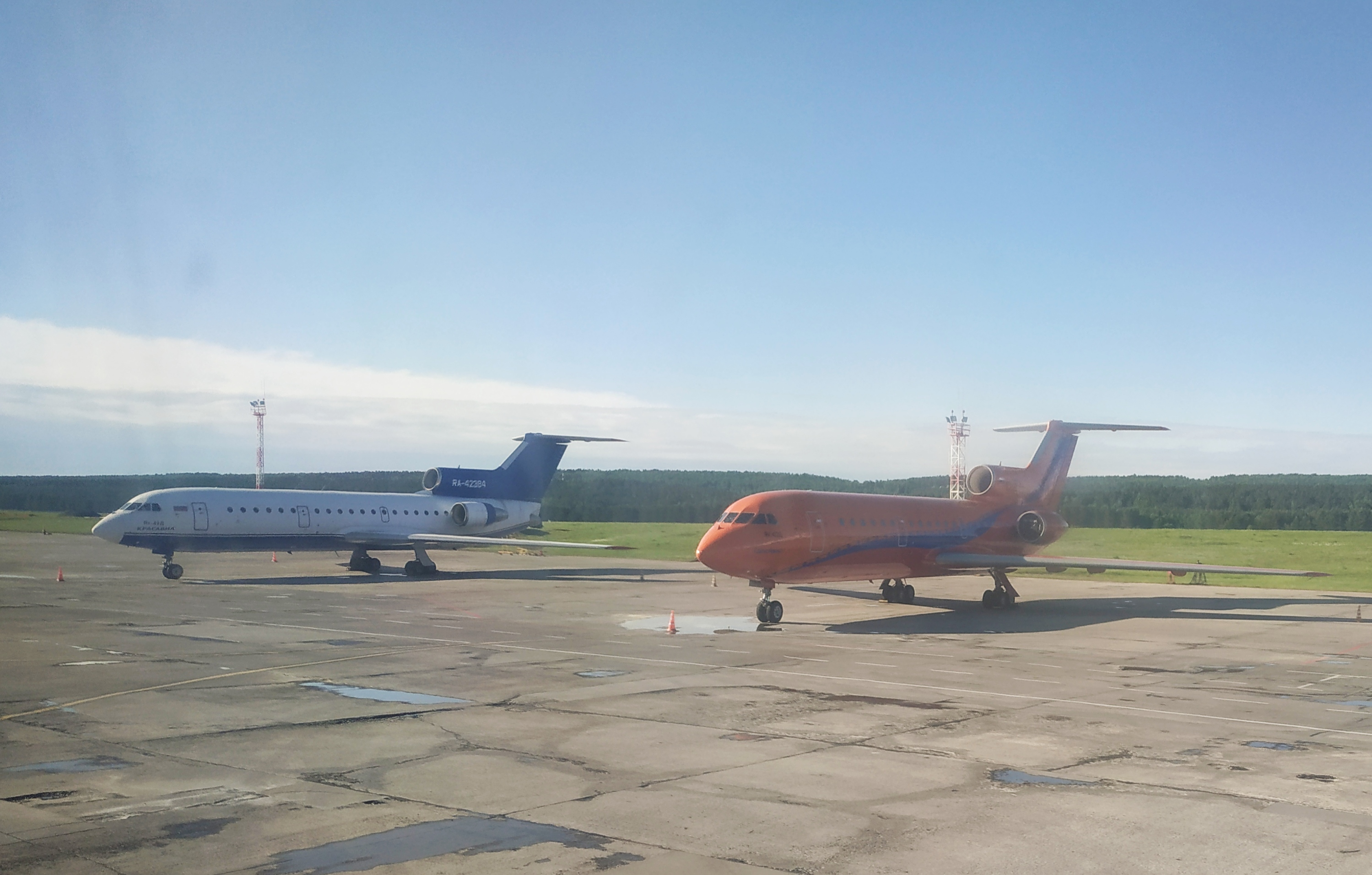
Два Як-42Д (на переднем плане — RA-42414, на заднем — RA-42384) авиакомпании «КрасАвиа»

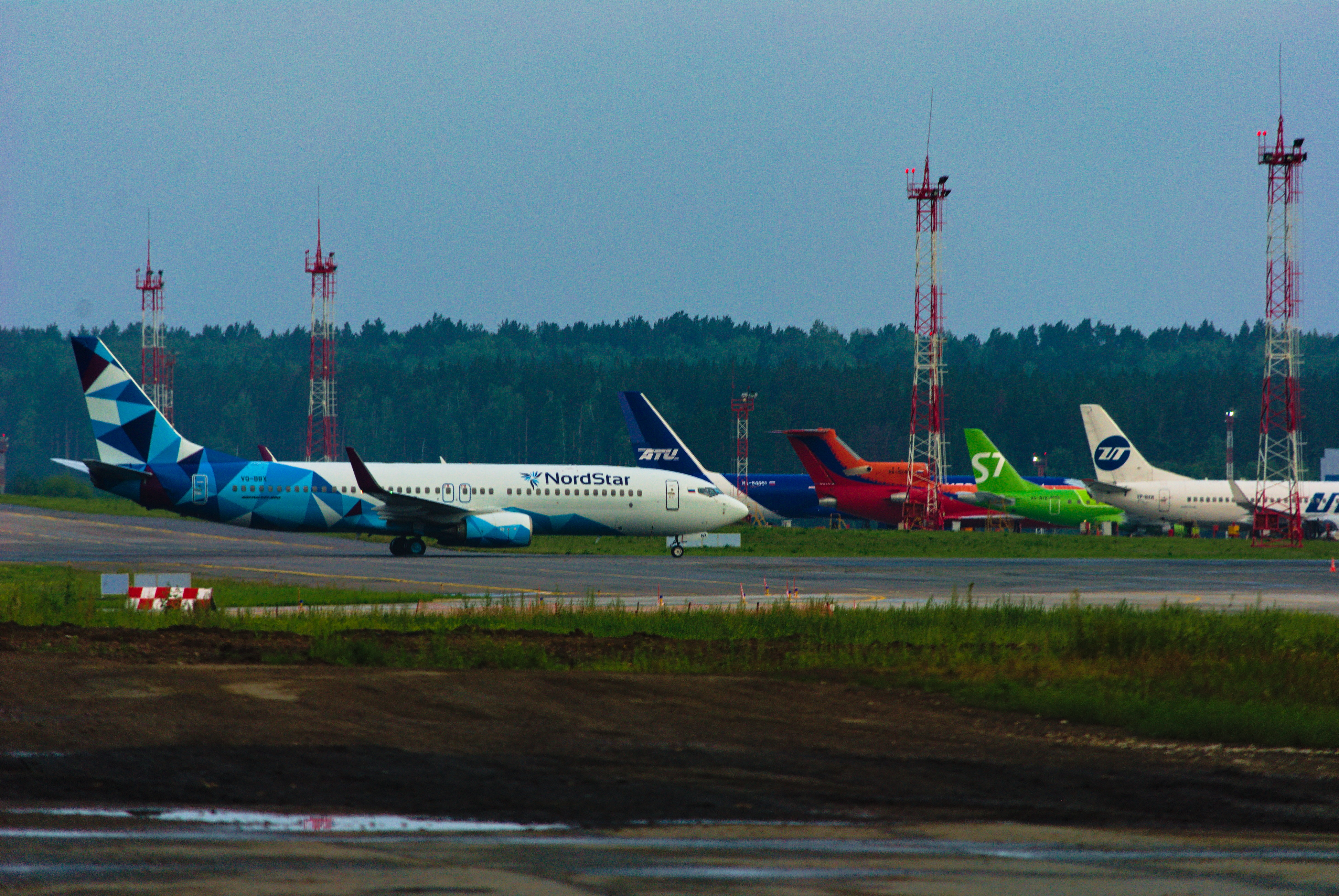
Перрон аэропорта Красноярск (2021 год)

В аэропорту расположен хаб авиакомпаний «Azur Air», «Икар» (ранее «Pegas Fly»), «КрасАвиа» и «NordStar». В мае 2021 года в аэропорту Красноярск также открыл свой второй хаб после Шереметьево «Аэрофлот — российские авиалинии», флагманская авиакомпания России. При этом летом 2022 года почти все рейсы «Аэрофлота» из Красноярска были переданы его дочерней компании «Россия». В 2024 году больше всего пассажиров перевезла «Россия» (1 363 366 человек), вторую строчку занял «Аэрофлот» (714 590). Другие крупные перевозчики — «NordStar» (335 163), «Utair» (324 348), «S7 Airlines» (322 601) и «КрасАвиа» (314 553). Также воздушный узел обслуживают авиакомпании «Уральские авиалинии», «Nordwind», «ИрАэро», «Аврора», «Азимут», «Smartavia», «Якутия», «Арктика», «Uzbekistan Airways», «Aero Nomad Airlines», «Avia Traffic Company» и «Southwind Airlines». В общей сложности (по данным на 2024 год) полёты осуществляются по 75 направлениям, из которых 53 — внутренние, 22 — международные. Всего за 2024 год аэропорт обслужил 4 282 721 пассажира — это рекордный показатель пассажиропотока за всю его историю. Из них внутренними рейсами воспользовались 3 499 185 пассажиров, ещё 747 226 обслужены на международных рейсах. В 2023 году аэропорт занял 13-е место в России по пассажиропотоку.
Аэропортом Красноярск обслуживается ряд пассажирских рейсов в крупные и крупнейшие города России: Москву, Санкт-Петербург, Абакан, Анадырь, Барнаул, Благовещенск, Братск, Владивосток, Горно-Алтайск,  Екатеринбург, Иркутск, Казань, Кемерово, Кызыл, Магадан, Махачкалу, Минеральные Воды, Мирный, Нерюнгри, Нижневартовск, Новокузнецк, Новосибирск, Новый Уренгой, Норильск, Омск, Оренбург, Пермь, Петропавловск-Камчатский, Полярный, Самару, Сочи, Сургут, Томск, Тюмень, Улан-Удэ, Уфу, Хабаровск, Челябинск, Читу, Южно-Сахалинск, Якутск; в небольшие региональные центры Красноярского края и соседствующих субъектов России, а также в ряд городов и курортов зарубежных стран: Астану, Алма-Ату, Анталью, Баку, Бангкок, Бишкек, Датун, Душанбе, Ереван, Камрань, Коломбо, Маньчжурию, Наманган, Ош, Паттайю, Пекин, Пхукет, Санья, Самарканд, Ташкент, Тайюань, Улан-Батор, Фергану, Харбин,  Худжанд и Шарм-эш-Шейх.
Самые популярные направления в 2024 году — Москва (915 751 пассажир), Новосибирск (336 578), Сочи (318 073), Санкт-Петербург (247 018), Иркутск (213 123), а также Норильск (207 105), Благовещенск (143 307) и Пхукет (125 897).
В 1991—2009 годах в аэропорту Емельяново базировалась авиакомпания «Красноярские авиалинии» (KrasAir). По состоянию на 2008 год её маршрутная сеть включала 60 город России, СНГ и крупнейшие города 20 стран мира. В 2000-х годах она приобрела статус предприятия федерального значения. До 2007 года KrasAir владела аэропортом Емельяново. В 2004 году авиакомпания вошла в альянс региональных авиакомпаний России «AiRUnion». Он также включал другого базирующегося в Емельяново перевозчика, «Сибирскую авиатранспортную компанию» («Сибавиатранс»). К сентябрю 2008 года долги альянса за авиационное топливо и наземные услуги превышали 800 миллионов долларов США. Осенью 2008 года—зимой 2009 года Росавиация аннулировала сертификаты всех пяти входивших в альянс авиакомпаний. Обсуждался план по возобновлению деятельности альянса за счёт его включения в состав государственного холдинга «Ростехнологии», однако он так и не был реализован.

### Грузовые перевозки

Самолёты грузовых авиакомпаний, выполняющих (выполнявших) полёты в аэропорт Красноярск (Емельяново)
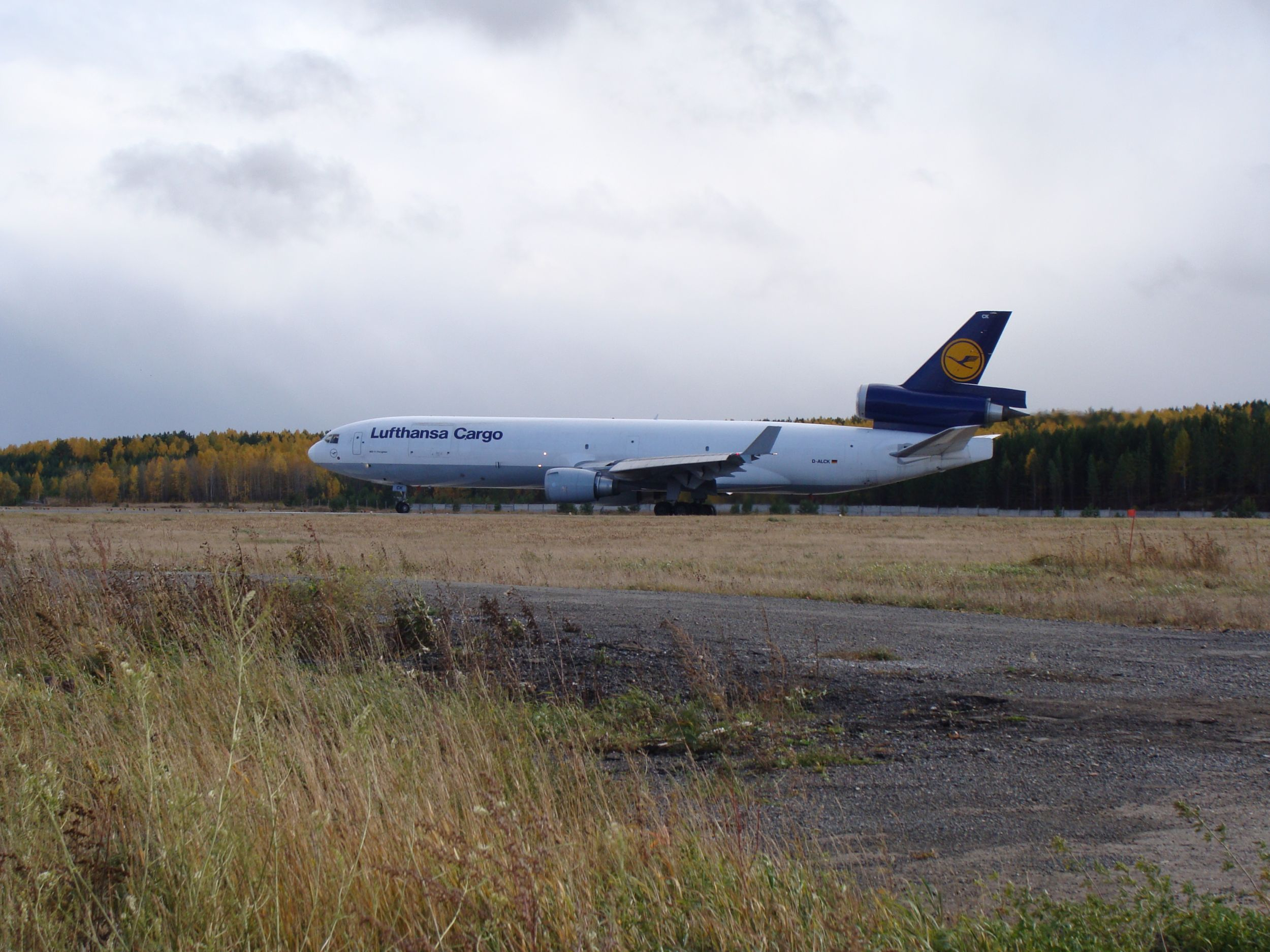
McDonnell Douglas MD-11 (D-ALCK) авиакомпании «Lufthansa Cargo»
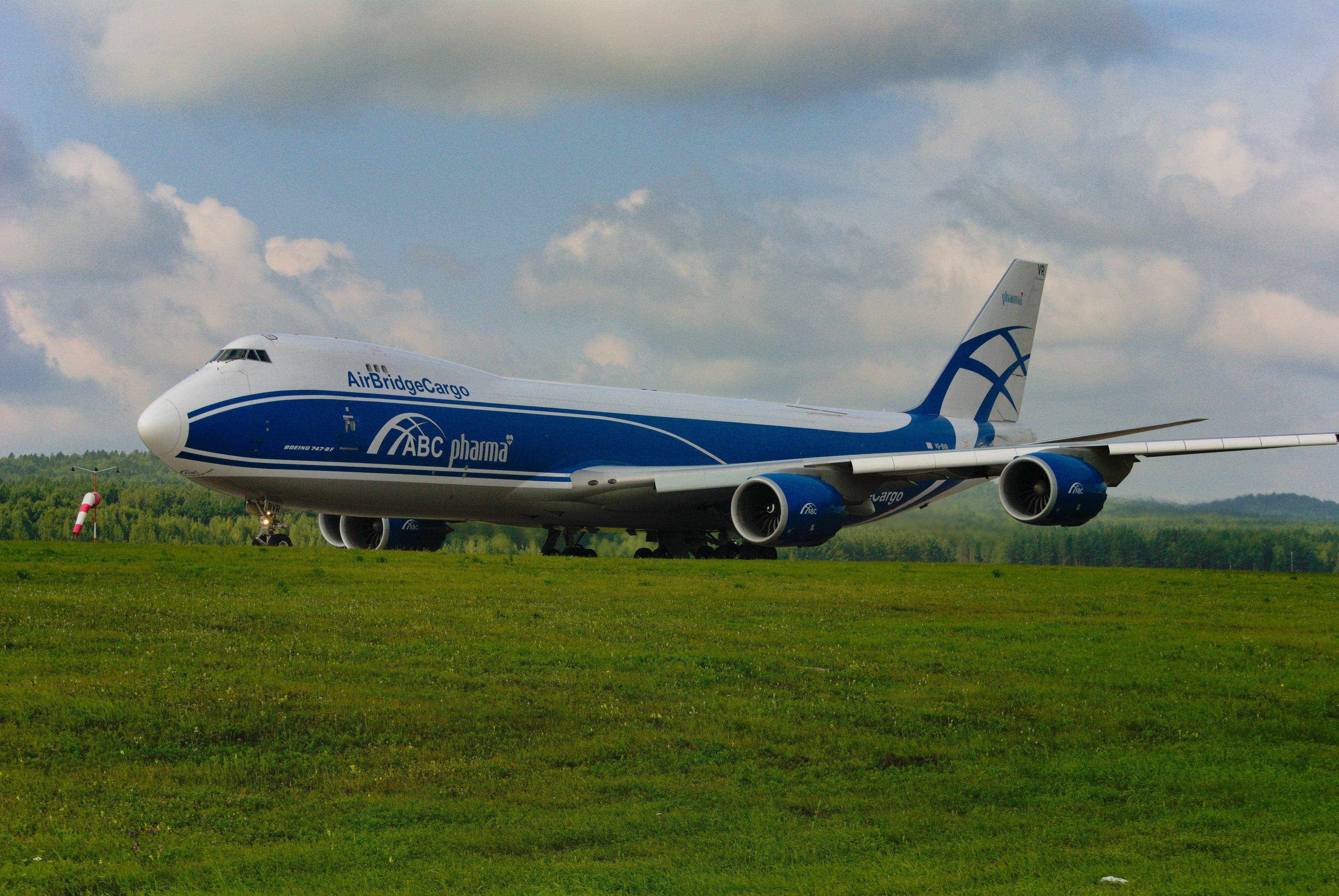
Boeing 747-8F (VQ-BVR) авиакомпании «AirBridgeCargo»
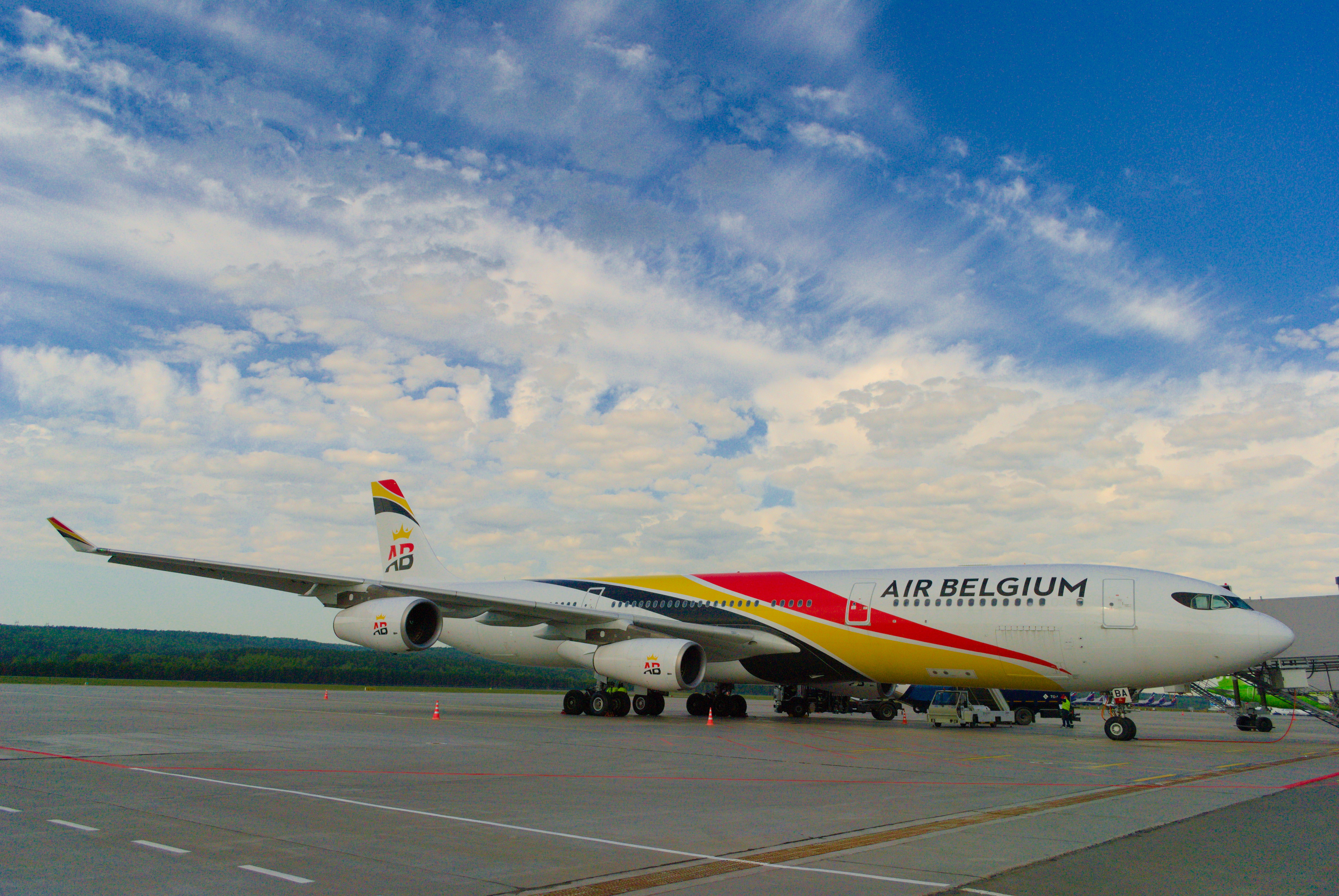
Airbus A340-300 (OO-ABA) авиакомпании «Air Belgium»
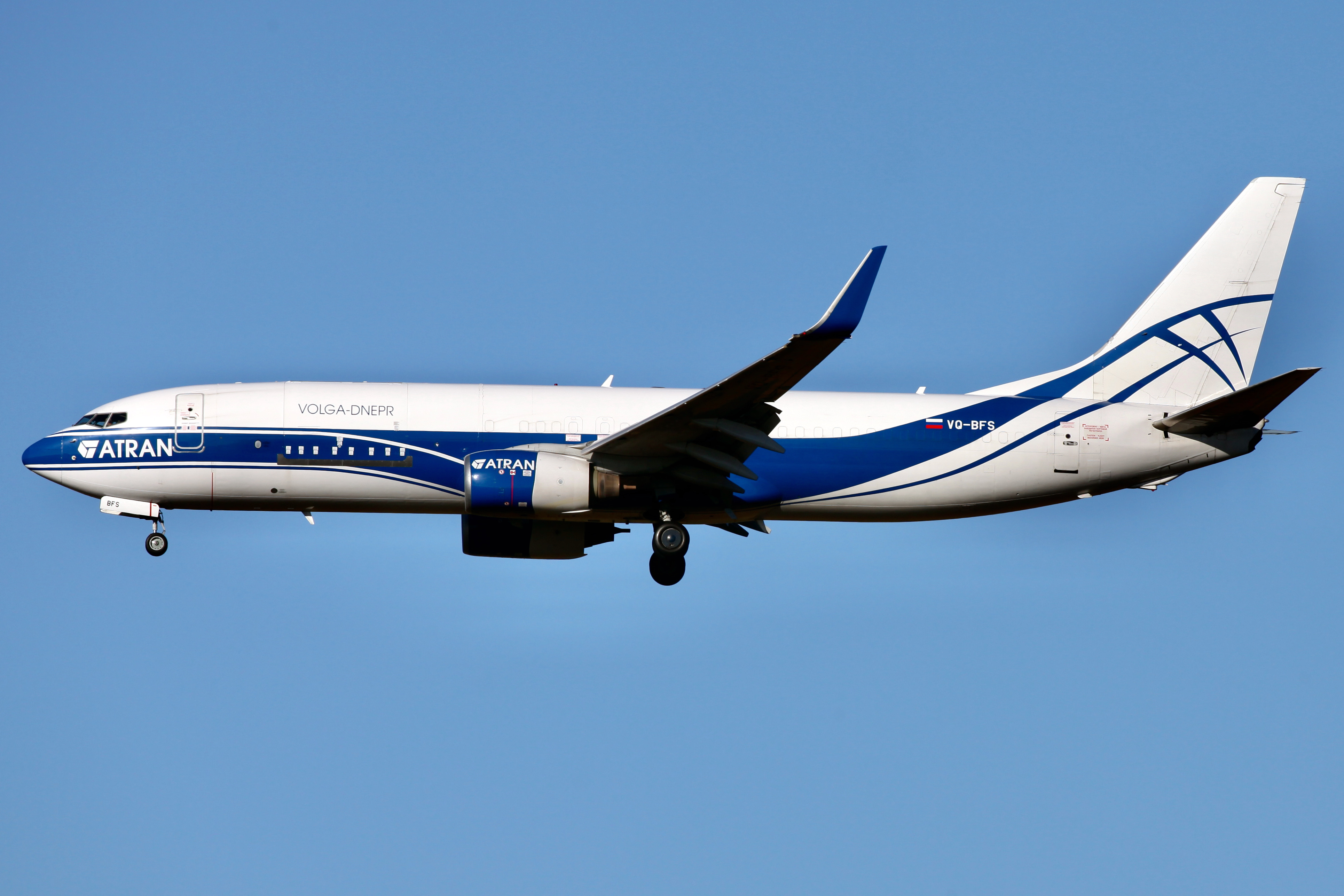
Boeing 737-800F (VQ-BFS) авиакомпании «Атран»

Проект создания грузового хаба в аэропорту Красноярска был впервые представлен в 2004 году авиакомпанией «KrasAir» совместно с авиакомпанией «Волга-Днепр» и администрацией Красноярского края. Планы о создании такого хаба не раз обсуждались в будущем.
В 2007 году Министерство транспорта России отказалось продлить разрешение немецкому грузовому авиаперевозчику «Lufthansa Cargo» на перелёты её рейсов в страны Юго-Восточной Азии через территорию России. Россия потребовала от компании перенести транзитную базу из Астаны (Казахстан) в Красноярск. Авиакомпания отказалась, сославшись на несоответствие аэропорта Емельяново международным стандартам безопасности и неблагоприятные метеорологические условия. В конце октября 2007 года российские власти запретили перевозчику летать через территорию России. Из-за этого авиакомпании пришлось выбирать альтернативные маршруты, что вылилось в увеличение затрат на 400 тысяч долларов в неделю. В ответ на это немецкая сторона запретила пролёт российских грузовых самолётов над Германией. В результате «Lufthansa» согласилось перенести свою базу в аэропорт Емельяново при условии получения им сертификата второй категории ИКАО. С 2009 года авиакомпания начала выполнять технические посадки в аэропорту Емельяново. К 2011 году аэропорт ежедневно принимал по 4—5 её рейсов. Емельяново стал вторым по величине после аэропорта Франкфурта-на-Майне по количеству обслуживаемых рейсов авиакомпании «Lufthansa Cargo». В 2016 году перевозчик начал совершать технические посадки в конкурирующем аэропорту Толмачёво в Новосибирске, объяснив это решение недостаточным развитием инфраструктуры в Красноярске. Позже Lufthansa вовсе прекратила полёты в РФ. 
В последующие годы полёты в Красноярск выполняла группа компаний «Волга-Днепр»: «AirBridgeCargo», «Атран» и одноимённая «Волга-Днепр». В 2020 году во время пандемии COVID-19 через аэропорт проходило 80 % от транзитного трафика группы компаний. В период пандемии полёты через Красноярск в Китай по доставке медицинского оборудования и средств индивидуальной защиты выполняла авиакомпания «Air Belgium» на самолёте Airbus A340. В 2020 году было объявлено, что «AirBridgeCargo» аэропорт Красноярска планирует сделать базовым. Вторжение России на Украину и последующие санкции в отношении России нанесли существенный удар по количеству грузовых рейсов — в марте 2022 года их число сократилось на 77 % по сравнению с мартом прошлого года. В результате единственным регулярным грузовым перевозчиком осталась авиакомпания «Авиастар-Ту». По итогам 2022 года через аэропорт провезли на 15,5 % меньше тонн груза по сравнению с 2021 годом.

### Красноярский комплексный авиационно-спасательный центр МЧС России

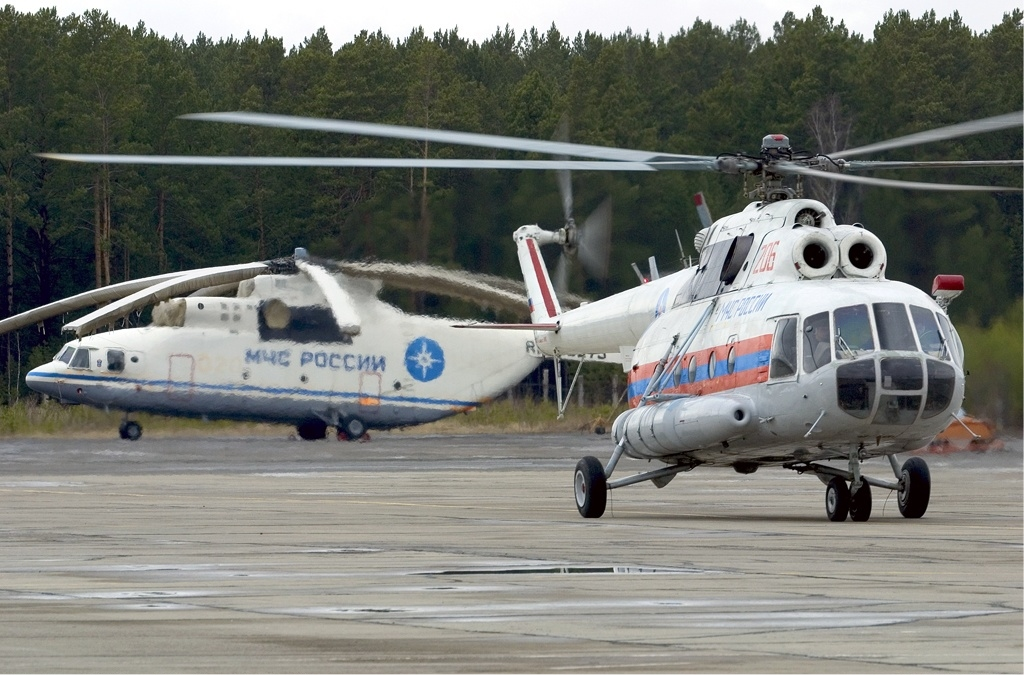
Вертолёты Ми-26 (слева) и Ми-8 (справа) в аэропорту Емельяново (2004 год)

Красноярск является аэропортом совместного базирования гражданской авиации и авиации Министерства чрезвычайных ситуаций (МЧС). На его территории располагается Красноярский комплексный авиационно-спасательный центр МЧС России. По состоянию на 2022 год в штате предприятия служили около 400 человек, на его вооружении находились 18 единиц авиационной техники, среди которой вертолёты Ми-26, Ми-8, самолёты Ан-74 и Бе-200ЧС. География работ центра охватывает не только Красноярский край, но и другие субъекты России.

## Расположение и транспортная инфраструктура

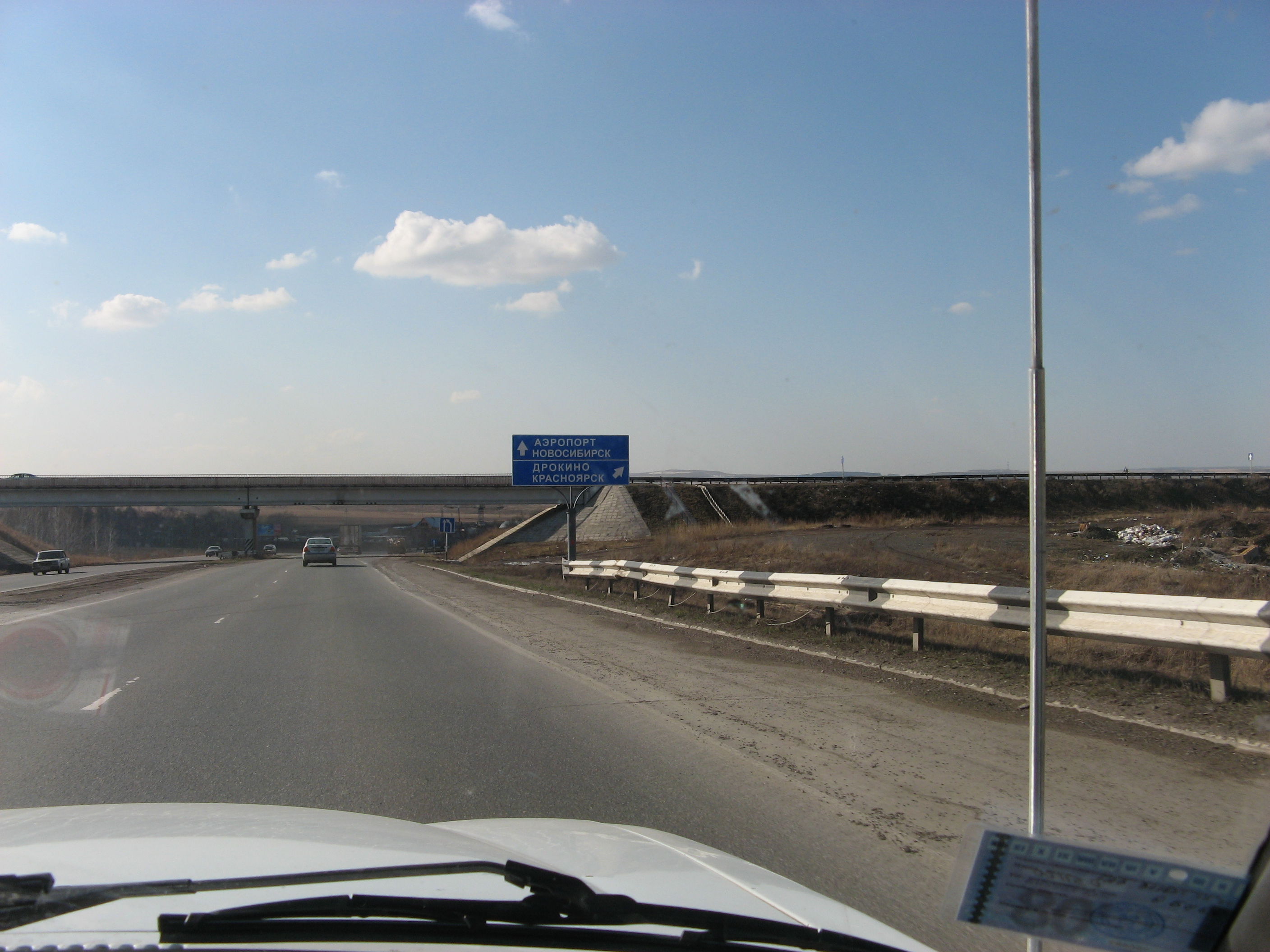
Указатель на аэропорт Красноярск, автодорога «Сибирь»

Аэропорт расположен в 27 километрах к северо-западу от центра Красноярска, в 16 километрах к западу от посёлка Емельяново, в восьми километрах к северо-западу от села Елового, в шести километрах к юго-востоку от деревни Сухой и в трёх километрах к югу от федеральной трассы «Сибирь», от которой отходит подъездная дорога 04А-300. Время в пути до Красноярска составляет 40—50 минут. Действуют платные автомобильные стоянки на 1850 мест. Стоимость варьируется в зависимости от зоны стоянки (P1-P6, P9), бесплатно автомобиль можно оставить на 15 минут; при этом зона P2 доступна только для обладателей абонементов, а P6 условно бесплатна (только первые три часа). Система парковки подвергается критике со стороны местных жителей за сложную навигацию, высокие цены и сам факт необходимости платы.
В направлении аэропорта с красноярского междугороднего автовокзала осуществляется до 60 рейсов в сутки. Большинство рейсов — проходящие через аэропорт междугородние автобусы. Некоторые рейсы следуют по маршруту 202 — автовокзал — аэропорт Черемшанка — аэропорт Красноярск. Также выполняются рейсы с железнодорожного вокзала Красноярск-Пассажирский. 
На протяжении многих лет обсуждается вопрос строительства ещё одной  железнодорожной линии до аэропорта Красноярск. Планируется, что она будет грузопассажирской: помимо аэроэкспресса, доставляющего пассажиров с вокзала до аэропорта, по ней будут ездить городская электричка и грузовые вагоны. Она должна пройти от станции Бугач в черте города через посёлки Минино, Дрокино и Емельяново до станции Аэрополис. Идею последней предложил президент России Владимир Путин в 2017 году во время визита в Красноярск. По предварительным данным, строительство линии обойдётся в 14 миллиардов рублей и завершится к 2034 году.

### Расположение по отношению к ближайшим аэропортам

#### Ближайшие аэропорты в других городах
- Ачинск (118 км)
- Енисейск (255 км)
- Мотыгино (260 км)
- Абакан (280 км)

## Статистика

### Пассажиропоток
| Год            | 2006       | 2007       | 2008       | 2009       | 2010       | 2011       | 2012       | 2013       | 2014       | 2015       | 2016       | 2017       | 2018       | 2019       | 2020       | 2021       | 2022       | 2023       | 2024       |
| -------------- | ---------- | ---------- | ---------- | ---------- | ---------- | ---------- | ---------- | ---------- | ---------- | ---------- | ---------- | ---------- | ---------- | ---------- | ---------- | ---------- | ---------- | ---------- | ---------- |
| Пассажиропоток | ~1 100 000 | ↘1 011 130 | ↘1 001 303 | ↗1 009 356 | ↗1 275 396 | ↗1 633 098 | ↗1 897 563 | ↗2 044 014 | ↗2 045 249 | ↘1 788 754 | ↗1 822 825 | ↗2 297 468 | ↗2 587 734 | ↘2 568 541 | ↘1 680 921 | ↗2 731 903 | ↗3 092 342 | ↗3 774 449 | ↗4 282 721 |

### Грузопоток
| Год        | 2006    | 2007    | 2008    | 2009    | 2010    | 2011    | 2012    | 2016     | 2017     | 2019    | 2020    | 2021    | 2022    | 2023     |
| ---------- | ------- | ------- | ------- | ------- | ------- | ------- | ------- | -------- | -------- | ------- | ------- | ------- | ------- | -------- |
| Грузопоток | ≈16 100 | ↗26 135 | ↘19 637 | ↘12 981 | ↘12 187 | ↗17 800 | ↗19 876 | ↘≈13 000 | ↗≈15 400 | ↗18 148 | ↘16 422 | ↗19 434 | ↘16 412 | ↘≈15 300 |

## Катастрофы

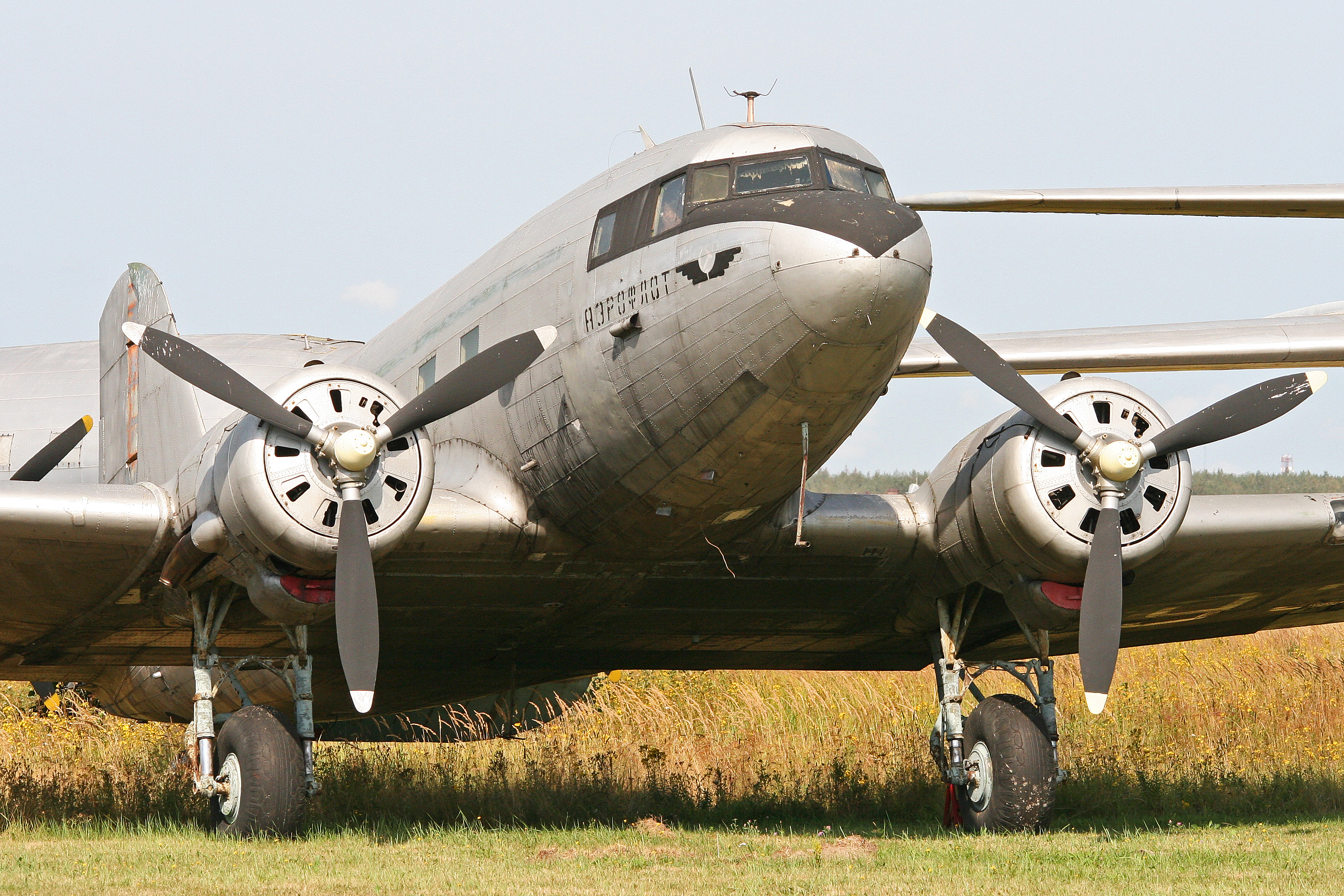
Катастрофа Ли-2 под Красноярском 17 ноября 1942 года стала крупнейшей в истории трассы «Алсиб»

- 12 февраля 1942 года самолёт Пе-2 Иркутского завода № 39 в составе группы из пяти бомбардировщиков совершал полёт с аэродрома Белая в Омск, но при заходе на промежуточную посадку в Красноярске потерял скорость, сорвался в штопор, после чего с высоты примерно в 100 метров упал на землю и сгорел. Все четверо членов экипажа погибли[184].
- 17 ноября 1942 года самолёт Ли-2 5-го перегоночного полка доставлял в Киренск группу лётчиков-перегонщиков, но вскоре после вылета из Красноярска в результате сильного обледенения сорвался в штопор, врезался в землю и сгорел[185]. Погибли все находившиеся на борту 30 человек (26 пассажиров и четыре члена экипажа)[186]. Крупнейшая катастрофа на трассе «Аляска — Сибирь»[184].
- 18 декабря 1947 года самолёт Ил-12 1-й Московской авиагруппы ГВФ выполнял полёт по маршруту Красноярск — Новосибирск — Омск — Свердловск — Казань — Москва (Внуково). На борту находились 25 человек (20 пассажиров и 5 членов экипажа). Через 10—12 минут полёта экипаж заметил выброс масла под давлением с передней части левого мотора и попытался совершить аварийную посадку в аэропорту вылета. После неудачного первого захода экипаж ушёл на второй круг. Во время второй попытки захода на посадку самолёт ушёл в сваливание и разбился. Погибли семь человек (3 пассажира и 4 члена экипажа)[187][188]. Позже было установлено, что катастрофа была связана с разрушением компрессора левого двигателя и отказом механизма флюгирования воздушного винта[189].
- 14 апреля 1980 года самолёт Ан-24 Красноярского УГА  выполнял рейс 151 по маршруту Красноярск — Енисейск. На борту находились 53 человека (49 пассажира и 4 члена экипажа). Во время разбега была повреждена правая основная стойка шасси, в результате чего убрать её не получалось. Экипаж принял решение совершить аварийную посадку на грунтовую полосу в аэропорту вылета. Примерно через 70 метров пробега по полосе правая стойка шасси оторвалась, а позже была повреждена правая часть центроплана, что привело к разливу топлива. Начался пожар. Погибли два пассажира[190][191].

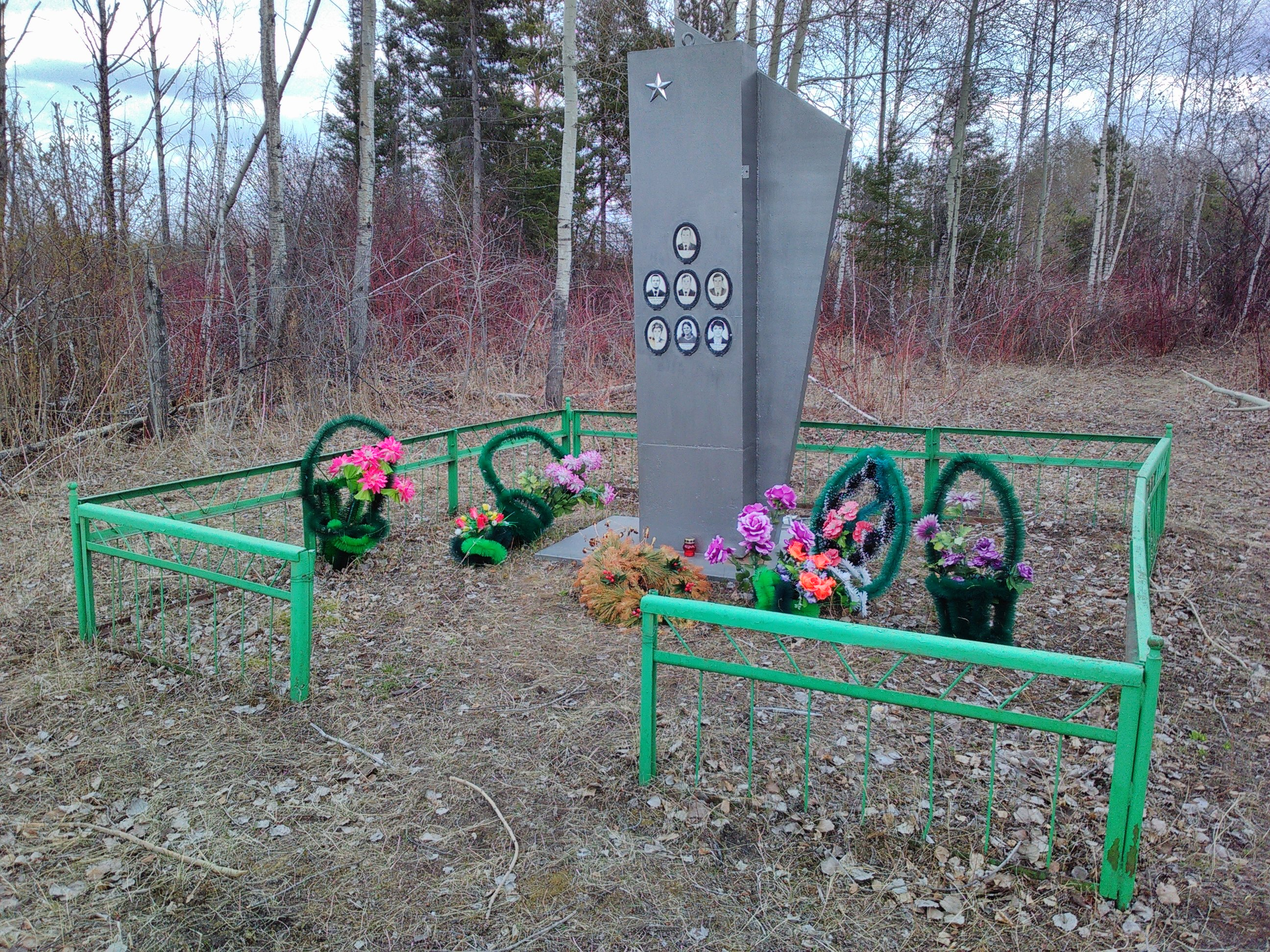
Мемориал на месте катастрофы рейса 3519

- 23 декабря 1984 года самолёт Ту-154 Красноярского УГА  выполнял рейс 3519 по маршруту Красноярск (Емельяново) — Иркутск. На борту находились 111 человек (104 пассажира и семь членов экипажа). Через две минуты после взлёта произошло разрушение и возгорание двигателя №3. Экипаж принял решение вернуться в аэропорт вылета, но при заходе на посадку пожар в двигателе полностью повредил системы управления и в итоге лайнер рухнул на землю в 3200 метрах от порога ВПП аэропорта Емельяново. Выжил только один пассажир[48][192][193].
- 20 января 1995 года самолёт L-410 авиакомпании «Абакан-Авиа» выполнял рейс 107 по маршруту Красноярск — Абакан. На борту находились 19 человек (17 пассажиров и два члена экипажа). Самолёт не смог набрать высоту, столкнулся с деревьями и разрушился в 930 метрах от ВПП. Причиной катастрофы стала перегруженность самолёта, отказ правого двигателя и ошибки экипажа в процессе взлёта с одним работающим двигателем. Превышение максимально допустимой взлётной массы произошло из-за того, что персонал аэропорта Емельяново и экипаж разместили в салоне четырёх пассажиров с багажом, которые не имели билетов на рейс. Погибли два члена экипажа и один пассажир[194][195].
- 11 ноября 1998 года самолёт Ан-12 Абаканского авиапредприятия выполнял рейс 9301 по маршруту Новосибирск — Красноярск — Мирный. Перевозилось 13 тонн груза. Во время набора высоты после вылета из Красноярска в условиях снегопада самолёт начал терять высоту, упал в лес, полностью разрушился и сгорел. Все находившиеся на борту 13 человек (6 пассажиров и семь членов экипажа) погибли. Причиной катастрофы вероятно послужило обледенение самолёта[196][197][198].

### Комментарии
1. ↑  По другим данным — 28 577[168].